# 2015年世界羽聯第四級別賽事
2015年世界羽聯第四級別賽事為世界羽球聯盟在2015年舉辦包含國際挑戰賽、國際系列賽、未來系列賽三個級別在內的所有世界羽聯第四級別賽事。

## 賽事
| 國際挑戰賽 |
| 國際系列賽 |
| 未來系列賽 |

### 一月
| 日期           | 賽事                                                                             | 冠軍                                                        | 亞軍                                  |
| -------------- | -------------------------------------------------------------------------------- | ----------------------------------------------------------- | ------------------------------------- |
| 1月6日-11日    | 泰國羽毛球國際挑戰賽 泰國曼谷 $15,000 – 64MS/64WS/64MD/32WD/64XD                 | 李炫一 21–13, 21–10                                         | 蘇龐余·阿韋辛桑農                     |
| 1月6日-11日    | 泰國羽毛球國際挑戰賽 泰國曼谷 $15,000 – 64MS/64WS/64MD/32WD/64XD                 | 素尼达·革通 21–16, 21–16                                    | 金效旻                                |
| 1月6日-11日    | 泰國羽毛球國際挑戰賽 泰國曼谷 $15,000 – 64MS/64WS/64MD/32WD/64XD                 | 全棒澯 金德永 21–14, 13–21, 21–14                           | 安加·普拉塔瑪 里奇·卡蘭達·蘇華迪      |
| 1月6日-11日    | 泰國羽毛球國際挑戰賽 泰國曼谷 $15,000 – 64MS/64WS/64MD/32WD/64XD                 | 當甲農·阿倫革頌 恭差拉·沃拉威七猜恭 21–17, 21–19            | 蔡侑玎 金志垣                         |
| 1月6日-11日    | 泰國羽毛球國際挑戰賽 泰國曼谷 $15,000 – 64MS/64WS/64MD/32WD/64XD                 | 催率圭 蔡侑玎 18–21, 21–19, 21–12                           | 陳致佃 賴潔敏                         |
| 1月9日-12日    | 愛沙尼亞羽毛球國際賽 愛沙尼亞塔林 $5,000 – 32MS/32WS/32MD/32WD/32XD              | 安東·凱斯提 21–16, 21–16                                    | 托比·潘迪                             |
| 1月9日-12日    | 愛沙尼亞羽毛球國際賽 愛沙尼亞塔林 $5,000 – 32MS/32WS/32MD/32WD/32XD              | 奧爾佳·阿爾漢格爾斯卡亞 23–21, 13–21, 21–18                 | 卡蒂·托爾莫夫                         |
| 1月9日-12日    | 愛沙尼亞羽毛球國際賽 愛沙尼亞塔林 $5,000 – 32MS/32WS/32MD/32WD/32XD              | 洛朗·康斯坦丁 馬修·羅英平 21–14, 21–19                      | 米卡·孔埃斯 耶斯佩爾·馮·赫爾岑        |
| 1月9日-12日    | 愛沙尼亞羽毛球國際賽 愛沙尼亞塔林 $5,000 – 32MS/32WS/32MD/32WD/32XD              | 維多利亞·德爾根諾娃 奧爾佳·莫羅佐娃 21–17, 21–12            | 阿曼達·馬德森 伊莎貝拉·尼爾森         |
| 1月9日-12日    | 愛沙尼亞羽毛球國際賽 愛沙尼亞塔林 $5,000 – 32MS/32WS/32MD/32WD/32XD              | 卡斯珀·安東森 阿曼達·馬德森 21–17, 21–16                    | 麥克斯·魏斯基申 伊娃·詹森斯           |
| 1月15日-18日   | 瑞典羽毛球大師賽 瑞典烏普薩拉 $15,000 – 32MS/32WS/32MD/32WD/32XD                 | 拉吉夫·歐斯夫 21–15, 21–17                                  | 巴勃羅·阿維安                         |
| 1月15日-18日   | 瑞典羽毛球大師賽 瑞典烏普薩拉 $15,000 – 32MS/32WS/32MD/32WD/32XD                 | 克里斯蒂·吉爾莫 21–18, 21–19                                | 比阿特麗斯·科拉萊斯                   |
| 1月15日-18日   | 瑞典羽毛球大師賽 瑞典烏普薩拉 $15,000 – 32MS/32WS/32MD/32WD/32XD                 | 安德斯·斯考勞普·拉斯姆森 金·阿斯特魯普·索倫森 21–15, 21–11  | 亞當·克瓦林納 普熱梅斯瓦夫·瓦查       |
| 1月15日-18日   | 瑞典羽毛球大師賽 瑞典烏普薩拉 $15,000 – 32MS/32WS/32MD/32WD/32XD                 | 安娜斯塔西亞·切爾維亞科娃 尼娜·維斯洛娃 17–21, 23–21, 21–14 | 蘇菲·布朗 凱特·羅伯特肖               |
| 1月15日-18日   | 瑞典羽毛球大師賽 瑞典烏普薩拉 $15,000 – 32MS/32WS/32MD/32WD/32XD                 | 雅高·阿倫斯 塞萊娜·皮克 21–17, 17–21, 21–14                 | 維塔利·杜爾金 尼娜·維斯洛娃           |
| 1月22日-25日   | 冰島羽毛球國際賽 冰島雷克雅維克 $5,000 – 32MS/32WS/32MD/32WD/32XD                | 米蘭·盧迪克 21–9, 21–19                                     | 马蒂亚斯·阿尔默                       |
| 1月22日-25日   | 冰島羽毛球國際賽 冰島雷克雅維克 $5,000 – 32MS/32WS/32MD/32WD/32XD                | 梅蒂·波爾森 21–11, 21–9                                     | 南纳·瓦尼奥                           |
| 1月22日-25日   | 冰島羽毛球國際賽 冰島雷克雅維克 $5,000 – 32MS/32WS/32MD/32WD/32XD                | 馬丁·坎貝爾 派屈克·麥克休 21–16, 21–17                      | 弗雷德里克·阿尔斯特鲁普 卡斯帕·迪內森 |
| 1月22日-25日   | 冰島羽毛球國際賽 冰島雷克雅維克 $5,000 – 32MS/32WS/32MD/32WD/32XD                | 莉娜·格雷巴克 瑪麗亞·赫斯波 21–13, 21–12                    | 埃米莉·尤尔·摩勒 塞西莉·森托          |
| 1月22日-25日   | 冰島羽毛球國際賽 冰島雷克雅維克 $5,000 – 32MS/32WS/32MD/32WD/32XD                | 尼克拉斯·馬蒂亞森 塞西莉·比耶爾恩 21–11, 21–15              | 拉塞·摩爾菲德 特里妮·维勒森           |
| 1月27日-2月1日 | 中國羽毛球國際挑戰賽 中國海南省陵水黎族自治縣 $50,000 – 32MS/32WS/32MD/32WD/32XD | 喬斌 21–14, 21–12                                           | 坂井一將                              |
| 1月27日-2月1日 | 中國羽毛球國際挑戰賽 中國海南省陵水黎族自治縣 $50,000 – 32MS/32WS/32MD/32WD/32XD | 奧原希望 21–19, 21–16                                       | 陳雨菲                                |
| 1月27日-2月1日 | 中國羽毛球國際挑戰賽 中國海南省陵水黎族自治縣 $50,000 – 32MS/32WS/32MD/32WD/32XD | 王懿律 張穩 21–10, 22–20                                    | 李俊慧 劉雨辰                         |
| 1月27日-2月1日 | 中國羽毛球國際挑戰賽 中國海南省陵水黎族自治縣 $50,000 – 32MS/32WS/32MD/32WD/32XD | 區冬妮 于小含 14–21, 21–18, 23–21                           | 栗原文音 篠谷菜留                     |
| 1月27日-2月1日 | 中國羽毛球國際挑戰賽 中國海南省陵水黎族自治縣 $50,000 – 32MS/32WS/32MD/32WD/32XD | 鄭思維 陳清晨 15–21, 21–12, 21–13                           | 劉雨辰 于小含                         |

### 二月
| 日期         | 賽事                                                               | 冠軍                                                           | 亞軍                                       |
| ------------ | ------------------------------------------------------------------ | -------------------------------------------------------------- | ------------------------------------------ |
| 2月12日-15日 | 伊朗羽毛球國際挑戰賽 伊朗德黑蘭 $15,000 – 32MS/32WS/32MD/32WD      | 大衛·奧伯諾斯特勒 21–13, 19–21, 21-17                          | 米蘭·盧迪克                                |
| 2月12日-15日 | 伊朗羽毛球國際挑戰賽 伊朗德黑蘭 $15,000 – 32MS/32WS/32MD/32WD      | 琳達·塞奇妮 21–19, 21–14                                       | 內斯里漢·伊吉特                            |
| 2月12日-15日 | 伊朗羽毛球國際挑戰賽 伊朗德黑蘭 $15,000 – 32MS/32WS/32MD/32WD      | 戴安康 尤芳慶 21–12, 18–21, 21–16                              | Aries Delos Santos 阿尔文·莫拉达           |
| 2月12日-15日 | 伊朗羽毛球國際挑戰賽 伊朗德黑蘭 $15,000 – 32MS/32WS/32MD/32WD      | 奧茲格·巴伊拉克 內斯里漢·伊吉特 21–19, 21–18                   | 鍾慧琪 葉錚雯                              |
| 2月18日-21日 | 奧地利羽毛球公開賽 奧地利維也納 $15,000 – 32MS/32WS/32MD/32WD/32XD | 伍家朗 14–21, 21–18, 21–19                                     | 伊斯干達·祖卡奈因·再努丁                   |
| 2月18日-21日 | 奧地利羽毛球公開賽 奧地利維也納 $15,000 – 32MS/32WS/32MD/32WD/32XD | 張雁宜 21–16, 21–8                                             | 琳達·塞奇妮                                |
| 2月18日-21日 | 奧地利羽毛球公開賽 奧地利維也納 $15,000 – 32MS/32WS/32MD/32WD/32XD | 法賈·阿爾弗蘭 穆罕默德·里安·阿利安托 23–21, 18–21, 21–19       | 彼得·布里格斯 湯姆·沃爾芬登                |
| 2月18日-21日 | 奧地利羽毛球公開賽 奧地利維也納 $15,000 – 32MS/32WS/32MD/32WD/32XD | 蘇琪·里基·安迪妮 馬雷塔·德亞·喬瓦尼 21–14, 23–21               | 希瑟·奧利弗 勞倫·史密斯                    |
| 2月18日-21日 | 奧地利羽毛球公開賽 奧地利維也納 $15,000 – 32MS/32WS/32MD/32WD/32XD | 伊迪·蘇巴蒂亞 格羅里亞·埃馬努埃萊·維德佳佳 15–21, 22–20, 21–18 | 羅納德·亞歷山大 梅拉蒂·達伊瓦·奧克塔維亞尼 |
| 2月18日-22日 | 秘魯羽毛球國際系列賽 秘魯利馬 $5,000 – 32MS/32WS/32MD/32WD/32XD    | 凯文·科登 21–16, 22–20                                         | 丹尼尔·帕约拉                              |
| 2月18日-22日 | 秘魯羽毛球國際系列賽 秘魯利馬 $5,000 – 32MS/32WS/32MD/32WD/32XD    | 杰姆雷·费拉 21–10, 21–15                                       | 埃布鲁·图纳利                              |
| 2月18日-22日 | 秘魯羽毛球國際系列賽 秘魯利馬 $5,000 – 32MS/32WS/32MD/32WD/32XD    | 埃姆雷·武拉尔 辛南·佐卢 21–14, 17–21, 21–19                    | 乌戈·亚瑟索 丹尼尔·帕约拉                  |
| 2月18日-22日 | 秘魯羽毛球國際系列賽 秘魯利馬 $5,000 – 32MS/32WS/32MD/32WD/32XD    | 洛海尼·维森特 卢瓦娜·维森特 21–9, 21–17                        | 保拉·比阿特丽斯·佩雷拉 法比安娜·席尔瓦     |
| 2月18日-22日 | 秘魯羽毛球國際系列賽 秘魯利馬 $5,000 – 32MS/32WS/32MD/32WD/32XD    | 马里奥·库巴 凯瑟琳·温德 21–13, 21–13                           | 安德烈斯·科尔彭乔 鲁兹·玛丽亚·索诺萨       |
| 2月19日-22日 | 烏干達羽毛球國際賽 烏干達坎帕拉 $5,000 – 32MS/32WS/32MD/32WD/32XD  | 雅各布·马列卡 11–8, 11–10, 11–2                                | 阿里·艾哈迈德·埃尔·哈提卜                  |
| 2月19日-22日 | 烏干達羽毛球國際賽 烏干達坎帕拉 $5,000 – 32MS/32WS/32MD/32WD/32XD  | 埃布鲁·亚兹甘 11–9, 8–11, 11–8, 11–7                           | 涅金·阿米莉波尔                            |
| 2月19日-22日 | 烏干達羽毛球國際賽 烏干達坎帕拉 $5,000 – 32MS/32WS/32MD/32WD/32XD  | 帕维尔·弗洛里安 翁德雷·科普里瓦 7–11, 11–5, 10–11, 11–6, 11–8  | 埃德温·埃基林 米兰·卢迪克                  |
| 2月19日-22日 | 烏干達羽毛球國際賽 烏干達坎帕拉 $5,000 – 32MS/32WS/32MD/32WD/32XD  | 斯基·雷迪 普尔维莎·拉姆 11–7, 6–11, 8–11, 11–7, 11–3           | 涅金·阿米莉波尔 阿格海伊·哈吉亚加·苏拉娅   |
| 2月19日-22日 | 烏干達羽毛球國際賽 烏干達坎帕拉 $5,000 – 32MS/32WS/32MD/32WD/32XD  | 塔伦·科纳 斯基·雷迪 11–6, 11–4, 11–6                           | 穆罕默德·阿里·庫爾特 卡德·伊纳尔           |

### 三月
| 日期         | 賽事                                                                        | 冠軍                                                          | 亞軍                                       |
| ------------ | --------------------------------------------------------------------------- | ------------------------------------------------------------- | ------------------------------------------ |
| 3月5日-8日   | 葡萄牙羽毛球國際賽 葡萄牙卡爾達斯達賴尼亞 $5,000 – 32MS/32WS/32MD/32WD/32XD | 坂井一將 21–13, 21–13                                         | 马吕斯·迈尔                                |
| 3月5日-8日   | 葡萄牙羽毛球國際賽 葡萄牙卡爾達斯達賴尼亞 $5,000 – 32MS/32WS/32MD/32WD/32XD | 高橋沙也加 21–13, 21–14                                       | 大堀彩                                     |
| 3月5日-8日   | 葡萄牙羽毛球國際賽 葡萄牙卡爾達斯達賴尼亞 $5,000 – 32MS/32WS/32MD/32WD/32XD | 彼得·布里格斯 汤姆·沃尔芬登 21–17, 22–20                      | 马丁·坎贝尔 帕特里克·麦克休                |
| 3月5日-8日   | 葡萄牙羽毛球國際賽 葡萄牙卡爾達斯達賴尼亞 $5,000 – 32MS/32WS/32MD/32WD/32XD | 栗原文音 篠谷菜留 21–13, 21–16                                | 卡罗拉·鲍特 珍妮弗·卡诺特                  |
| 3月5日-8日   | 葡萄牙羽毛球國際賽 葡萄牙卡爾達斯達賴尼亞 $5,000 – 32MS/32WS/32MD/32WD/32XD | 菲利普·迈克尔·杜瓦尔·迈伦 埃玛·文贝里 21–15, 21–18            | 马尔科·皮科宁 卡罗利妮·霍伊姆              |
| 3月11日-15日 | 南方共同市場羽毛球國際挑戰賽 巴西伊瓜蘇 $15,000 – 32MS/32WS/32MD/32WD/32XD  | 凱文·科登 21–14, 21–17                                        | 馬呂斯·邁爾                                |
| 3月11日-15日 | 南方共同市場羽毛球國際挑戰賽 巴西伊瓜蘇 $15,000 – 32MS/32WS/32MD/32WD/32XD  | 榮博 17–21, 21–13, 21–15                                      | 洛海尼·維森特                              |
| 3月11日-15日 | 南方共同市場羽毛球國際挑戰賽 巴西伊瓜蘇 $15,000 – 32MS/32WS/32MD/32WD/32XD  | 馬蒂耶斯·迪耶克斯 弗里克·戈林斯基 21–13, 8–21, 21–19          | 周菲利浦 薩塔瓦特·龐拉爾萊特               |
| 3月11日-15日 | 南方共同市場羽毛球國際挑戰賽 巴西伊瓜蘇 $15,000 – 32MS/32WS/32MD/32WD/32XD  | 奧茲格·巴伊拉克 內斯里漢·伊吉特 21–10, 21–11                  | 蘿拉·舒瓦內 泰沙娜·維尼斯·瓦漢             |
| 3月11日-15日 | 南方共同市場羽毛球國際挑戰賽 巴西伊瓜蘇 $15,000 – 32MS/32WS/32MD/32WD/32XD  | 周菲利浦 傑米·蘇班迪 21–11, 21–17                             | 李家瑋 雷切爾·洪德里克                     |
| 3月12日-15日 | 羅馬尼亞羽毛球國際賽 羅馬尼亞蒂米什瓦拉 $5,000 – 32MS/32WS/32MD/32WD/32XD   | 阿迪·普拉塔玛 12–10, 11–6, 11–9                               | 因德拉·巴古斯·艾德·钱德拉                  |
| 3月12日-15日 | 羅馬尼亞羽毛球國際賽 羅馬尼亞蒂米什瓦拉 $5,000 – 32MS/32WS/32MD/32WD/32XD   | 谭莲妮 11–7, 11–7, 12–10                                      | 克洛伊·比尔切                              |
| 3月12日-15日 | 羅馬尼亞羽毛球國際賽 羅馬尼亞蒂米什瓦拉 $5,000 – 32MS/32WS/32MD/32WD/32XD   | 兹沃尼米尔·杜尔金雅克 兹沃尼米尔·霍尔布林 11–9, 11–8, 11–7    | 米洛什·博哈特 帕维尔·皮特里亚              |
| 3月12日-15日 | 羅馬尼亞羽毛球國際賽 羅馬尼亞蒂米什瓦拉 $5,000 – 32MS/32WS/32MD/32WD/32XD   | 克洛伊·比尔切 珍妮·沃尔沃克 11–6, 14–12, 8–11, 11–8           | 莉亚·巴莱尔莫 安妮·特兰                    |
| 3月12日-15日 | 羅馬尼亞羽毛球國際賽 羅馬尼亞蒂米什瓦拉 $5,000 – 32MS/32WS/32MD/32WD/32XD   | 塔伦·科纳 斯基·雷迪 11–7, 11–8, 11–4                          | 琼斯·拉夫利·詹森 奇希塔·乔伊蒂·詹森        |
| 3月17日-22日 | 越南羽毛球國際挑戰賽 越南河內 國際挑戰賽 $15,000 – 32MS/32WS/32MD/32WD/32XD | 菲爾曼·阿卜杜勒·科利克 20–22, 21–14, 21–18                    | 科希特·佩爾帕達布                          |
| 3月17日-22日 | 越南羽毛球國際挑戰賽 越南河內 國際挑戰賽 $15,000 – 32MS/32WS/32MD/32WD/32XD | 伊東可奈 14–21, 21–18, 18–11                                  | 阿普里利婭·尤斯萬達里                      |
| 3月17日-22日 | 越南羽毛球國際挑戰賽 越南河內 國際挑戰賽 $15,000 – 32MS/32WS/32MD/32WD/32XD | 盧敬堯 田子傑 21–13, 14–21, 23–21                             | 許永凱 亨德拉·維加亞                       |
| 3月17日-22日 | 越南羽毛球國際挑戰賽 越南河內 國際挑戰賽 $15,000 – 32MS/32WS/32MD/32WD/32XD | 英吉婭·西塔·阿凡達 馬哈德維·伊斯特拉尼·尼·克圖特 21–10, 21–18 | 查亚倪·查拉查兰 帕泰瑪斯·門翁              |
| 3月17日-22日 | 越南羽毛球國際挑戰賽 越南河內 國際挑戰賽 $15,000 – 32MS/32WS/32MD/32WD/32XD | 弗蘭·庫爾尼亞萬·鄧 科馬拉·戴維 21–14, 21–11                   | 哈菲茲·費薩爾 瑪西塔·穆罕默丁              |
| 3月18日-21日 | 波蘭羽毛球公開賽 波蘭Arlamow 國際挑戰賽 $15,000 – 32MS/32WS/32MD/32WD/32XD  | 劉國倫 21–15, 21–11                                           | 埃米爾·霍爾斯特                            |
| 3月18日-21日 | 波蘭羽毛球公開賽 波蘭Arlamow 國際挑戰賽 $15,000 – 32MS/32WS/32MD/32WD/32XD  | 卡琳·施納澤 21–19, 21–15                                      | 瑪麗亞·烏利蒂娜                            |
| 3月18日-21日 | 波蘭羽毛球公開賽 波蘭Arlamow 國際挑戰賽 $15,000 – 32MS/32WS/32MD/32WD/32XD  | 數野健太 山田和司 21–19, 21–12                                | 亞當·克瓦林納 普熱梅斯瓦夫·瓦查            |
| 3月18日-21日 | 波蘭羽毛球公開賽 波蘭Arlamow 國際挑戰賽 $15,000 – 32MS/32WS/32MD/32WD/32XD  | 普拉迪亞·加德雷 斯基·雷迪 21–16, 21–18                        | 亞歷山德拉·布魯斯 陳繼怡                   |
| 3月18日-21日 | 波蘭羽毛球公開賽 波蘭Arlamow 國際挑戰賽 $15,000 – 32MS/32WS/32MD/32WD/32XD  | 陳炳順 吳柳螢 28–26, 21–18                                    | 艾謝·迪瓦卡 普拉迪亞·加德雷                |
| 3月19日-22日 | 牙買加羽毛球國際賽 牙買加京斯敦 $5,000 – 32MS/32WS/32MD/32WD/32XD           | 马丁·朱弗雷 21–14, 21–16                                      | 埃姆雷·武拉尔                              |
| 3月19日-22日 | 牙買加羽毛球國際賽 牙買加京斯敦 $5,000 – 32MS/32WS/32MD/32WD/32XD           | 埃布鲁·图纳利 18–21, 21–10, 21–17                             | 祖扎娜·帕维尔科娃                          |
| 3月19日-22日 | 牙買加羽毛球國際賽 牙買加京斯敦 $5,000 – 32MS/32WS/32MD/32WD/32XD           | 乔纳森·索利斯 鲁道夫·拉米雷斯 18–21, 21–15, 21–12             | 埃姆雷·武拉尔 辛南·佐卢                    |
| 3月19日-22日 | 牙買加羽毛球國際賽 牙買加京斯敦 $5,000 – 32MS/32WS/32MD/32WD/32XD           | 杰姆雷·费拉 埃布鲁·图纳利 21–17, 21–16                        | 内斯里汉·基利希 埃布鲁·亚兹甘              |
| 3月19日-22日 | 牙買加羽毛球國際賽 牙買加京斯敦 $5,000 – 32MS/32WS/32MD/32WD/32XD           | 拉马赞·奥斯图克 内斯里汉·基利希 21–18, 21–12                  | 乔纳森·索利斯 尼克特·亚历杭德拉·索托马约尔 |
| 3月25日-29日 | 吉拉爾迪拉羽毛球賽 古巴哈瓦那 $5,000 – 32MS/32WS/32MD/32WD/32XD             | 奥斯莱尼·格雷罗 21–16, 21–16                                  | 舒之顥                                     |
| 3月25日-29日 | 吉拉爾迪拉羽毛球賽 古巴哈瓦那 $5,000 – 32MS/32WS/32MD/32WD/32XD             | 埃布鲁·图纳利 21–15, 21–8                                     | 劳拉·萨罗西                                |
| 3月25日-29日 | 吉拉爾迪拉羽毛球賽 古巴哈瓦那 $5,000 – 32MS/32WS/32MD/32WD/32XD             | 乔瓦尼·格列柯 罗萨里奥·马达洛尼 21–17, 21–15                  | 亨布莱斯·海默德 阿尼巴尔·马罗金            |
| 3月25日-29日 | 吉拉爾迪拉羽毛球賽 古巴哈瓦那 $5,000 – 32MS/32WS/32MD/32WD/32XD             | 杰姆雷·费拉 埃布鲁·图纳利 對手棄權                            | 内斯里汉·基利希 埃布鲁·亚兹甘              |
| 3月25日-29日 | 吉拉爾迪拉羽毛球賽 古巴哈瓦那 $5,000 – 32MS/32WS/32MD/32WD/32XD             | 马里奥·库巴 凯瑟琳·温德 對手棄權                              | 拉马赞·奥斯图克 内斯里汉·基利希            |
| 3月26日-29日 | 奧爾良羽毛球國際挑戰賽 法國奧爾良 $15,000 – 32MS/32WS/32MD/32WD/32XD        | 德米特罗·扎瓦德斯基 24–22, 21–17                              | 安德鲁·库尔尼亚万·泰德乔诺                 |
| 3月26日-29日 | 奧爾良羽毛球國際挑戰賽 法國奧爾良 $15,000 – 32MS/32WS/32MD/32WD/32XD        | 纳塔利娅·科克·罗泽 21–15, 11–7 Retired                        | 苏拉娅·德维什·艾贝尔根                     |
| 3月26日-29日 | 奧爾良羽毛球國際挑戰賽 法國奧爾良 $15,000 – 32MS/32WS/32MD/32WD/32XD        | 马修·诺丁汉 哈雷·陶勒 21–12, 21–18                            | 亚当·克瓦林纳 普热梅斯瓦夫·瓦查            |
| 3月26日-29日 | 奧爾良羽毛球國際挑戰賽 法國奧爾良 $15,000 – 32MS/32WS/32MD/32WD/32XD        | 加夫列拉·斯托伊娃 斯蒂法尼·斯托伊娃 22–20, 16–21, 21–9        | 希瑟·奥利弗 劳伦·史密斯                    |
| 3月26日-29日 | 奧爾良羽毛球國際挑戰賽 法國奧爾良 $15,000 – 32MS/32WS/32MD/32WD/32XD        | 马蒂亚斯·克里斯蒂安森 莉娜·格雷巴克 11–21, 21–17, 21–19       | 陳炳順 吳柳螢                              |

### 四月
| 日期           | 賽事                                                                        | 冠軍                                                         | 亞軍                                             |
| -------------- | --------------------------------------------------------------------------- | ------------------------------------------------------------ | ------------------------------------------------ |
| 4月1日-5日     | 大阪羽毛球國際挑戰賽 日本大阪 國際挑戰賽 $15,000 – 32MS/32WS/32MD/32WD/32XD | 全奕陳 15–21, 21–17, 21–14                                   | 坂井一將                                         |
| 4月1日-5日     | 大阪羽毛球國際挑戰賽 日本大阪 國際挑戰賽 $15,000 – 32MS/32WS/32MD/32WD/32XD | 高橋沙也加 21–11, 15–21, 29–27                               | 佐藤冴香                                         |
| 4月1日-5日     | 大阪羽毛球國際挑戰賽 日本大阪 國際挑戰賽 $15,000 – 32MS/32WS/32MD/32WD/32XD | 數野健太 山田和司 21–9, 21–19                                | 井上拓斗 金子祐樹                                |
| 4月1日-5日     | 大阪羽毛球國際挑戰賽 日本大阪 國際挑戰賽 $15,000 – 32MS/32WS/32MD/32WD/32XD | 陳清晨 賈一凡 21–17, 21–15                                   | 福島由紀 廣田彩花                                |
| 4月1日-5日     | 大阪羽毛球國際挑戰賽 日本大阪 國際挑戰賽 $15,000 – 32MS/32WS/32MD/32WD/32XD | 金德永 嚴惠媛 21–17, 16–21, 21–17                            | 劉雨辰 黃東萍                                    |
| 4月2日-5日     | 芬蘭羽毛球公開賽 芬蘭萬塔 國際挑戰賽 $15,000 – 32MS/32WS/32MD/32WD/32XD     | 弗拉基米爾·馬爾科夫 21–18, 21–15                             | 埃图·海诺                                        |
| 4月2日-5日     | 芬蘭羽毛球公開賽 芬蘭萬塔 國際挑戰賽 $15,000 – 32MS/32WS/32MD/32WD/32XD     | 比阿特麗斯·科拉萊斯 21–19, 21–12                             | 菲比·安古尼                                      |
| 4月2日-5日     | 芬蘭羽毛球公開賽 芬蘭萬塔 國際挑戰賽 $15,000 – 32MS/32WS/32MD/32WD/32XD     | 安德魯·埃利斯 彼得·米爾斯 21–19, 21–12                       | 馬蒂亞斯·克里斯蒂安森 大衛·道嘉德                |
| 4月2日-5日     | 芬蘭羽毛球公開賽 芬蘭萬塔 國際挑戰賽 $15,000 – 32MS/32WS/32MD/32WD/32XD     | 希瑟·奧利弗 勞倫·史密斯 21–13, 23–21                         | 戴爾芬·蘭薩克 埃米莉·拉菲爾                      |
| 4月2日-5日     | 芬蘭羽毛球公開賽 芬蘭萬塔 國際挑戰賽 $15,000 – 32MS/32WS/32MD/32WD/32XD     | 阿納托利·亞特瑟夫 葉夫根尼婭·科澤茨卡亞 21–16, 17–21, 10–21  | 加埃唐·米特萊爾澤 奧德麗·方丹                    |
| 4月9日-12日    | 克羅地亞羽毛球國際賽 克羅埃西亞薩格勒布 $5,000 – 32MS/32WS/32MD/32WD/32XD   | 方發財 21–16, 21–12                                          | 尼克·弗兰斯曼                                    |
| 4月9日-12日    | 克羅地亞羽毛球國際賽 克羅埃西亞薩格勒布 $5,000 – 32MS/32WS/32MD/32WD/32XD   | 埃琳娜·科门德鲁夫斯卡亚 21–9, 21–18                          | 奥尔佳·戈洛瓦诺娃                                |
| 4月9日-12日    | 克羅地亞羽毛球國際賽 克羅埃西亞薩格勒布 $5,000 – 32MS/32WS/32MD/32WD/32XD   | 彼得·布里格斯 汤姆·沃尔芬登 21–19, 21–10                     | Lim Ming Chuen Ong Wei Khoon                     |
| 4月9日-12日    | 克羅地亞羽毛球國際賽 克羅埃西亞薩格勒布 $5,000 – 32MS/32WS/32MD/32WD/32XD   | 麦尔肯·弗勒尔戈德 卡米拉·马滕斯 21–16, 19–21, 21–19          | 茱莉·芬尼-易普森 迪特·瑟比·汉森                  |
| 4月9日-12日    | 克羅地亞羽毛球國際賽 克羅埃西亞薩格勒布 $5,000 – 32MS/32WS/32MD/32WD/32XD   | 兹沃尼米尔·杜尔金雅克 玛蒂雅·西萨 21–17, 21–13               | 亚历山大·邦德 迪特·瑟比·汉森                     |
| 4月14日-19日   | 印度尼西亞羽毛球國際系列賽 印尼三寶瓏 $10,000 – 32MS/32WS/32MD/32WD/32XD    | 威斯奴·尤利·普拉塞特约 25–23, 21–14                          | Reksy Aureza Megananda                           |
| 4月14日-19日   | 印度尼西亞羽毛球國際系列賽 印尼三寶瓏 $10,000 – 32MS/32WS/32MD/32WD/32XD    | 菲特里亚尼 13–21, 21–13, 21–13                               | 阿普里利娅·尤斯万达里                            |
| 4月14日-19日   | 印度尼西亞羽毛球國際系列賽 印尼三寶瓏 $10,000 – 32MS/32WS/32MD/32WD/32XD    | 法贾·阿尔弗兰 穆罕默德·里安·阿利安托 21–12, 17–21, 21–15     | Hantoro 里安·斯瓦斯泰迪安                        |
| 4月14日-19日   | 印度尼西亞羽毛球國際系列賽 印尼三寶瓏 $10,000 – 32MS/32WS/32MD/32WD/32XD    | 盖比·里斯蒂亚妮·伊马万 蒂亚拉·罗萨莉娅·努莱达赫 21–13, 21–11 | 英吉娅·西塔·阿凡达 马哈德维·伊斯特拉尼·尼·克图特 |
| 4月14日-19日   | 印度尼西亞羽毛球國際系列賽 印尼三寶瓏 $10,000 – 32MS/32WS/32MD/32WD/32XD    | 伊尔凡·法蒂拉赫 维尼·安格莱尼 21–16, 21–16                   | Akbar Panji 阿普里亚尼·拉哈育                    |
| 4月16日-19日   | 荷蘭羽毛球國際賽 荷蘭韋斯特蘭 $10,000 – 32MS/32WS/32MD/32WD/32XD            | 安德斯·安东森 21–11, 22–20                                   | 谭雨涵                                           |
| 4月16日-19日   | 荷蘭羽毛球國際賽 荷蘭韋斯特蘭 $10,000 – 32MS/32WS/32MD/32WD/32XD            | 谭莲妮 21–17, 21–18                                          | 苏拉娅·德维什·艾贝尔根                           |
| 4月16日-19日   | 荷蘭羽毛球國際賽 荷蘭韋斯特蘭 $10,000 – 32MS/32WS/32MD/32WD/32XD            | 卡斯珀·安东森 奥利弗·巴比克 21–9, 21–15                      | 约翰尼斯·皮斯托留斯 马文·埃米尔·塞德尔           |
| 4月16日-19日   | 荷蘭羽毛球國際賽 荷蘭韋斯特蘭 $10,000 – 32MS/32WS/32MD/32WD/32XD            | 盖尔·马胡利特 谢丽尔·塞尔宁 21–14, 23–21                     | 米凯·哈尔克马 丽莎·马莱霍洛                      |
| 4月16日-19日   | 荷蘭羽毛球國際賽 荷蘭韋斯特蘭 $10,000 – 32MS/32WS/32MD/32WD/32XD            | 卡斯珀·安东森 阿曼达·马德森 21–19, 12–21, 21–18              | 克里斯托弗·克努森 玛雅·林德斯肖伊                |
| 4月17日-19日   | 懷卡托羽毛球國際賽 紐西蘭懷卡托 64MS/32WS/32MD/32WD/32XD                    | 雅各布·马列卡 20–22, 21–19, 22–20                            | James Eunson                                     |
| 4月17日-19日   | 懷卡托羽毛球國際賽 紐西蘭懷卡托 64MS/32WS/32MD/32WD/32XD                    | Joy Lai 21–18, 18–21, 21–17                                  | Alice Wu                                         |
| 4月17日-19日   | 懷卡托羽毛球國際賽 紐西蘭懷卡托 64MS/32WS/32MD/32WD/32XD                    | 曹善凱 沙旺·塞拉辛哈 21–16, 21–15                            | 里兹万·阿扎姆 Michael Fariman                    |
| 4月17日-19日   | 懷卡托羽毛球國際賽 紐西蘭懷卡托 64MS/32WS/32MD/32WD/32XD                    | 塞特亚纳·玛帕萨 格罗娅·萨莫维尔 21–13, 21–10                 | Ruwindi Serasinghe Alice Wu                      |
| 4月17日-19日   | 懷卡托羽毛球國際賽 紐西蘭懷卡托 64MS/32WS/32MD/32WD/32XD                    | 沙旺·塞拉辛哈 塞特亚纳·玛帕萨 21–13, 21–17                   | 曹善凱 格罗娅·萨莫维尔                           |
| 4月22日-26日   | 秘魯羽毛球國際賽 秘魯利馬 國際挑戰賽 $15,000 – 32MS/32WS/32MD/32WD/32XD     | 托馬斯·魯克塞爾 21–12, 21–13                                 | 盧卡斯·科維                                      |
| 4月22日-26日   | 秘魯羽毛球國際賽 秘魯利馬 國際挑戰賽 $15,000 – 32MS/32WS/32MD/32WD/32XD     | 榮博 21–17, 21–16                                            | 內斯里漢·伊吉特                                  |
| 4月22日-26日   | 秘魯羽毛球國際賽 秘魯利馬 國際挑戰賽 $15,000 – 32MS/32WS/32MD/32WD/32XD     | 亞當·克瓦林納 普熱梅斯瓦夫·瓦查 21–18, 21–11                 | 盧卡斯·克拉爾布特 盧卡斯·科維                    |
| 4月22日-26日   | 秘魯羽毛球國際賽 秘魯利馬 國際挑戰賽 $15,000 – 32MS/32WS/32MD/32WD/32XD     | 戴爾芬·蘭薩克 埃米莉·拉菲爾 14–21, 21–14, 21–13              | 奧茲格·巴伊拉克 內斯里漢·伊吉特                  |
| 4月22日-26日   | 秘魯羽毛球國際賽 秘魯利馬 國際挑戰賽 $15,000 – 32MS/32WS/32MD/32WD/32XD     | 羅南·拉巴爾 埃米莉·拉菲爾 21–18, 13–21, 21–14                | 巴蒂斯特·卡雷姆 安妮·特蘭                        |
| 4月30日-5月3日 | 希臘羽毛球國際賽 希臘錫季羅卡斯特龍 $5,000 – 32MS/32WS/32MD/32WD/32XD       | 法比安·罗斯 21–19, 19–21, 21–19                              | 托比·潘迪                                        |
| 4月30日-5月3日 | 希臘羽毛球國際賽 希臘錫季羅卡斯特龍 $5,000 – 32MS/32WS/32MD/32WD/32XD       | 方丹·米卡·查普曼 21–9, 14–6 Retired                          | 琳达·塞奇妮                                      |
| 4月30日-5月3日 | 希臘羽毛球國際賽 希臘錫季羅卡斯特龍 $5,000 – 32MS/32WS/32MD/32WD/32XD       | 米洛什·博哈特 帕维尔·皮特里亚 13–21, 24–22, 21–13            | Vladimir Rusin Iiya Zdanov                       |
| 4月30日-5月3日 | 希臘羽毛球國際賽 希臘錫季羅卡斯特龍 $5,000 – 32MS/32WS/32MD/32WD/32XD       | 施特菲·安妮斯 弗洛·万登霍克 21–17, 21–12                     | 玛蒂尔达·林霍尔姆 珍妮·奈斯特伦                  |
| 4月30日-5月3日 | 希臘羽毛球國際賽 希臘錫季羅卡斯特龍 $5,000 – 32MS/32WS/32MD/32WD/32XD       | Iiya Zdanov 塔吉娜·比比克 21–10, 28–26                       | 帕维尔·皮特里亚 阿内塔·维特科夫斯卡              |
| 4月30日-5月3日 | 智利羽毛球國際賽 智利特木科 $5,000 – 32MS/32WS/32MD/32WD/32XD               | 奥斯莱尼·格雷罗 21–9, 21–15                                  | 拉马赞·奥斯图克                                  |
| 4月30日-5月3日 | 智利羽毛球國際賽 智利特木科 $5,000 – 32MS/32WS/32MD/32WD/32XD               | 劳拉·萨罗西 21–13, 9–21, 21–12                               | 洛海尼·维森特                                    |
| 4月30日-5月3日 | 智利羽毛球國際賽 智利特木科 $5,000 – 32MS/32WS/32MD/32WD/32XD               | 约布·卡斯蒂略 利诺·穆尼奥斯 21-17, 21-10                     | 乔纳森·索利斯 鲁道夫·拉米雷斯                    |
| 4月30日-5月3日 | 智利羽毛球國際賽 智利特木科 $5,000 – 32MS/32WS/32MD/32WD/32XD               | 洛海尼·维森特 卢瓦娜·维森 21-18, 21-13                       | 保拉·比阿特丽斯·佩雷拉 法比安娜·席尔瓦           |
| 4月30日-5月3日 | 智利羽毛球國際賽 智利特木科 $5,000 – 32MS/32WS/32MD/32WD/32XD               | 马里奥·库巴 凯瑟琳·温德 21-18, 21-16                         | 亚历克斯·汤 洛海尼·维森特                        |

### 五月
| 日期         | 賽事                                                                                       | 冠軍                                                          | 亞軍                                      |
| ------------ | ------------------------------------------------------------------------------------------ | ------------------------------------------------------------- | ----------------------------------------- |
| 5月5日-10日  | 樂魚羽毛球國際系列賽 泰國董里府 $5,000 – 32MS/32WS/32MD/32WD/32XD                          | 安德烈·马尔滕 21–19, 23–21                                    | 维加·维奥·尼尔万达                        |
| 5月5日-10日  | 樂魚羽毛球國際系列賽 泰國董里府 $5,000 – 32MS/32WS/32MD/32WD/32XD                          | 素尼达·革通 21–14, 21–17                                      | 萨丽塔·素万那吉博里汉                     |
| 5月5日-10日  | 樂魚羽毛球國際系列賽 泰國董里府 $5,000 – 32MS/32WS/32MD/32WD/32XD                          | 万纳瓦·安布苏万 提恩·伊斯里亚内特 26–24, 22–20                | Yahya Adi Kumara 扬东尼·埃迪·萨帕特拉     |
| 5月5日-10日  | 樂魚羽毛球國際系列賽 泰國董里府 $5,000 – 32MS/32WS/32MD/32WD/32XD                          | 素尼达·革通 Panjarat Pransopon 21–13, 21–8                    | Thidarat Kleebyeesoon 雷泰差诺·莱素安     |
| 5月5日-10日  | 樂魚羽毛球國際系列賽 泰國董里府 $5,000 – 32MS/32WS/32MD/32WD/32XD                          | 帕利亚瓦特·松努阿姆 帕泰玛斯·门翁 21–16, 21–13                | Drajat Beno 尤尔费拉·巴卡                 |
| 5月7日-10日  | 斯洛文尼亞羽毛球國際賽 斯洛維尼亞梅德沃代 $5,000 – 32MS/32WS/32MD/32WD/32XD                | 德米特罗·扎瓦德斯基 12–21, 21–19, 22–20                       | 卡勒·科利约宁                             |
| 5月7日-10日  | 斯洛文尼亞羽毛球國際賽 斯洛維尼亞梅德沃代 $5,000 – 32MS/32WS/32MD/32WD/32XD                | 玛丽亚·乌利蒂娜 17–21, 21–17, 21–12                           | 米娅·布里西费尔特                         |
| 5月7日-10日  | 斯洛文尼亞羽毛球國際賽 斯洛維尼亞梅德沃代 $5,000 – 32MS/32WS/32MD/32WD/32XD                | 兹沃尼米尔·杜尔金雅克 兹沃尼米尔·霍尔布林 21–14, 16–21, 21–10 | 约翰尼斯·皮斯托留斯 马文·埃米尔·塞德尔    |
| 5月7日-10日  | 斯洛文尼亞羽毛球國際賽 斯洛維尼亞梅德沃代 $5,000 – 32MS/32WS/32MD/32WD/32XD                | 琳达·埃弗勒 拉腊·克普莱因 21–18, 19–21, 21–18                 | 克洛伊·比尔切 珍妮·沃尔沃克               |
| 5月7日-10日  | 斯洛文尼亞羽毛球國際賽 斯洛維尼亞梅德沃代 $5,000 – 32MS/32WS/32MD/32WD/32XD                | 巴斯蒂安·凯尔索迪 莉亚·巴莱尔莫 21–17, 18–21, 21–16           | 马林·鲍曼 洛林·鲍曼                       |
| 5月21日-24日 | 千里達及托巴哥羽毛球國際賽 千里達及托巴哥Saint Augustine $5,000 – 32MS/32WS/32MD/32WD/32XD | 马丁·朱弗雷 18–21, 25–23, 22–20                               | 路易斯·拉蒙·加里多                        |
| 5月21日-24日 | 千里達及托巴哥羽毛球國際賽 千里達及托巴哥Saint Augustine $5,000 – 32MS/32WS/32MD/32WD/32XD | 伊丽莎白·巴利杜芙 16–21, 21–16, 21–10                         | 让尼娜·奇科尼尼                           |
| 5月21日-24日 | 千里達及托巴哥羽毛球國際賽 千里達及托巴哥Saint Augustine $5,000 – 32MS/32WS/32MD/32WD/32XD | 路易斯·拉蒙·加里多 利诺·穆尼奥斯 21–16, 22–24, 21–19          | 约布·卡斯蒂略 Antonio Ocegueda            |
| 5月21日-24日 | 千里達及托巴哥羽毛球國際賽 千里達及托巴哥Saint Augustine $5,000 – 32MS/32WS/32MD/32WD/32XD | 哈拉玛拉·盖坦 塞布丽娜·索利斯 19–21, 23–21, 23–21             | 辛西娅·冈萨雷斯 玛丽安娜·乌加尔德         |
| 5月21日-24日 | 千里達及托巴哥羽毛球國際賽 千里達及托巴哥Saint Augustine $5,000 – 32MS/32WS/32MD/32WD/32XD | 大卫·奥伯诺斯特勒 伊丽莎白·巴利杜芙 21–15, 21–19              | 利诺·穆尼奥斯 辛西娅·冈萨雷斯             |
| 5月21日-24日 | 西班牙羽毛球國際賽 西班牙馬德里 $15,000 – 32MS/32WS/24MD/24WD/24XD                         | 巴勃羅·阿維安 21–16, 13–21, 21–10                             | 拉斯穆斯·弗萊德伯格                       |
| 5月21日-24日 | 西班牙羽毛球國際賽 西班牙馬德里 $15,000 – 32MS/32WS/24MD/24WD/24XD                         | 王苑力 13–21, 21–14, 21–15                                    | 比阿特麗斯·科拉萊斯                       |
| 5月21日-24日 | 西班牙羽毛球國際賽 西班牙馬德里 $15,000 – 32MS/32WS/24MD/24WD/24XD                         | 亞當·克瓦林納 普熱梅斯瓦夫·瓦查 21–17, 21–14                  | 卡斯珀·安東森 奧利弗·巴比克               |
| 5月21日-24日 | 西班牙羽毛球國際賽 西班牙馬德里 $15,000 – 32MS/32WS/24MD/24WD/24XD                         | 加夫列拉·斯托伊娃 斯蒂法尼·斯托伊娃 21–16, 21–11              | 安娜斯塔西亞·切爾維亞科娃 奧爾佳·莫羅佐娃 |
| 5月21日-24日 | 西班牙羽毛球國際賽 西班牙馬德里 $15,000 – 32MS/32WS/24MD/24WD/24XD                         | 馬文·埃米爾·塞德爾 琳達·埃弗勒 21–16, 21–12                   | 格雷戈里·梅爾斯 珍妮·穆爾                 |
| 5月28日-31日 | 里加羽毛球國際賽 拉脫維亞里加 32MS/32WS/32MD/16WD/32XD                                     | 谢尔盖·塞朗 21–16, 22–20                                      | 伊斯托克·乌特鲁萨                         |
| 5月28日-31日 | 里加羽毛球國際賽 拉脫維亞里加 32MS/32WS/32MD/16WD/32XD                                     | 安娜斯塔西亚·切尔维亚科娃 24–26, 21–14, 21–12                 | 厄维尔·斯塔普赛蒂特                       |
| 5月28日-31日 | 里加羽毛球國際賽 拉脫維亞里加 32MS/32WS/32MD/16WD/32XD                                     | 麥斯·埃米爾·克里斯坦森 克里斯托弗·克努森 21–12, 21–13         | 托马斯·巴雷斯 汤姆·吉凯尔                 |
| 5月28日-31日 | 里加羽毛球國際賽 拉脫維亞里加 32MS/32WS/32MD/16WD/32XD                                     | 克里斯汀·库巴 赫莉娜·吕特尔 20–22, 21–17, 21–12               | 薇玛拉·埃里奥 玛戈特·兰伯特               |
| 5月28日-31日 | 里加羽毛球國際賽 拉脫維亞里加 32MS/32WS/32MD/16WD/32XD                                     | 安德雷·帕拉霍金 安娜斯塔西亚·切尔维亚科娃 21–18, 21–17        | 麥斯·埃米爾·克里斯坦森 塞西莉·森托        |

### 六月
| 日期         | 賽事                                                                                  | 冠軍                                                    | 亞軍                                      |
| ------------ | ------------------------------------------------------------------------------------- | ------------------------------------------------------- | ----------------------------------------- |
| 6月2日-6日   | 斯里蘭卡羽毛球國際挑戰賽 斯里蘭卡可倫坡 國際挑戰賽 $15,000 – 64MS/32WS/32MD/32WD/32XD | 塞·帕拉內斯·巴米迪帕提 21–18, 21–8                      | 薩米爾·維爾馬                             |
| 6月2日-6日   | 斯里蘭卡羽毛球國際挑戰賽 斯里蘭卡可倫坡 國際挑戰賽 $15,000 – 64MS/32WS/32MD/32WD/32XD | 素尼达·革通 17–21, 21–11, 12–6 Retired                  | 薩布麗娜·賈奎特                           |
| 6月2日-6日   | 斯里蘭卡羽毛球國際挑戰賽 斯里蘭卡可倫坡 國際挑戰賽 $15,000 – 64MS/32WS/32MD/32WD/32XD | 古健傑 陳文宏 21–19, 21–17                              | 徐家銘 區耀漢                             |
| 6月2日-6日   | 斯里蘭卡羽毛球國際挑戰賽 斯里蘭卡可倫坡 國際挑戰賽 $15,000 – 64MS/32WS/32MD/32WD/32XD | 查亚倪·查拉查兰 帕泰瑪斯·門翁 21–17, 14–21, 21–14       | 普拉迪亞·加德雷 斯基·雷迪                 |
| 6月2日-6日   | 斯里蘭卡羽毛球國際挑戰賽 斯里蘭卡可倫坡 國際挑戰賽 $15,000 – 64MS/32WS/32MD/32WD/32XD | 阿倫·維什奴 阿帕娜·巴蘭 15–21, 21–17, 21–13             | 羅賓·米德爾頓 周玉蓮                      |
| 6月3日-6日   | 立陶宛羽毛球國際賽 立陶宛考那斯 32MS/32WS/32MD/16WD/32XD                              | 亚当·曼德雷克 22–20, 6–21, 21–18                        | 凯斯图蒂斯·纳维茨卡斯                     |
| 6月3日-6日   | 立陶宛羽毛球國際賽 立陶宛考那斯 32MS/32WS/32MD/16WD/32XD                              | 李怡逢 21–14, 21–14                                     | 阿莱西亚·扎伊特萨娃                       |
| 6月3日-6日   | 立陶宛羽毛球國際賽 立陶宛考那斯 32MS/32WS/32MD/16WD/32XD                              | 米洛什·博哈特 帕维尔·皮特里亚 21–17, 21–13              | 波维拉斯·巴尔图西斯 艾伦·普拉文           |
| 6月3日-6日   | 立陶宛羽毛球國際賽 立陶宛考那斯 32MS/32WS/32MD/16WD/32XD                              | 玛丽·巴托梅内 泰沙娜·维尼斯·瓦汉 21–11, 21–7            | 路易丝·海姆 李怡逢                        |
| 6月3日-6日   | 立陶宛羽毛球國際賽 立陶宛考那斯 32MS/32WS/32MD/16WD/32XD                              | 索伦·托夫特·汉森 泰沙娜·维尼斯·瓦汉 21–14, 21–17        | 安德雷·帕拉霍金 安娜斯塔西亚·切尔维亚科娃 |
| 6月3日-7日   | 聖多明哥羽毛球公開賽 多明尼加聖多明哥 $5,000 – 32MS/32WS/32MD/32WD/32XD               | 大卫·奥伯诺斯特勒 21–17, 21–17                          | 卢卡·瓦贝尔                               |
| 6月3日-7日   | 聖多明哥羽毛球公開賽 多明尼加聖多明哥 $5,000 – 32MS/32WS/32MD/32WD/32XD               | 伊丽莎白·巴利杜芙 21–18, 12–21, 21–19                   | 哈拉玛拉·盖坦                             |
| 6月3日-7日   | 聖多明哥羽毛球公開賽 多明尼加聖多明哥 $5,000 – 32MS/32WS/32MD/32WD/32XD               | 约布·卡斯蒂略 利诺·穆尼奥斯 21–18, 24–26, 21–17         | 马里奥·库巴 马丁·德尔瓦尔                 |
| 6月3日-7日   | 聖多明哥羽毛球公開賽 多明尼加聖多明哥 $5,000 – 32MS/32WS/32MD/32WD/32XD               | 凯瑟琳·温德 鲁兹·玛丽亚·索诺萨 21–15, 21–6              | 内罗比·阿比盖尔·希门尼斯 莉泽洛特·桑切斯  |
| 6月3日-7日   | 聖多明哥羽毛球公開賽 多明尼加聖多明哥 $5,000 – 32MS/32WS/32MD/32WD/32XD               | 大卫·奥伯诺斯特勒 伊丽莎白·巴利杜芙 14–21, 21–16, 21–19 | 马里奥·库巴 凯瑟琳·温德                   |
| 6月11日-14日 | 毛里裘斯羽毛球國際賽 模里西斯羅斯希爾 $10,000 – 32MS/32WS/32MD/32WD/32XD              | 凯文·科登 21–12, 21–18                                  | 卢卡·瓦贝尔                               |
| 6月11日-14日 | 毛里裘斯羽毛球國際賽 模里西斯羅斯希爾 $10,000 – 32MS/32WS/32MD/32WD/32XD              | 南纳·瓦尼奥 21–16, 21–11                                | 艾里·米凯拉                               |
| 6月11日-14日 | 毛里裘斯羽毛球國際賽 模里西斯羅斯希爾 $10,000 – 32MS/32WS/32MD/32WD/32XD              | 拉馬錢德蘭·斯洛 桑亞姆·舒克拉 21–19, 21–12              | 安德里斯·马兰 威廉·维尔容                 |
| 6月11日-14日 | 毛里裘斯羽毛球國際賽 模里西斯羅斯希爾 $10,000 – 32MS/32WS/32MD/32WD/32XD              | 涅金·阿米莉波尔 阿格海伊·哈吉亚加·苏拉娅 28–26, 21–14   | 格雷斯·加布里埃尔 奥加尔·西埃姆潘杰拉     |
| 6月11日-14日 | 毛里裘斯羽毛球國際賽 模里西斯羅斯希爾 $10,000 – 32MS/32WS/32MD/32WD/32XD              | 安德里斯·马兰 珍妮弗·弗莱 21–18, 21–16                  | 沙希尔·阿卜杜勒·埃杜 耶迪·玛丽·路易松     |

### 七月
| 日期         | 賽事                                                                     | 冠軍                                                          | 亞軍                                     |
| ------------ | ------------------------------------------------------------------------ | ------------------------------------------------------------- | ---------------------------------------- |
| 7月1日-5日   | 白夜羽毛球賽 俄羅斯加特契納 $15,000 – 32MS/32WS/32MD/32WD/32XD           | 弗拉基米爾·馬爾科夫 21–16, 21–12                              | 阮進明                                   |
| 7月1日-5日   | 白夜羽毛球賽 俄羅斯加特契納 $15,000 – 32MS/32WS/32MD/32WD/32XD           | 武氏妝 21–14, 21–14                                           | 榮博                                     |
| 7月1日-5日   | 白夜羽毛球賽 俄羅斯加特契納 $15,000 – 32MS/32WS/32MD/32WD/32XD           | 古健傑 陳文宏 21–10, 21–12                                    | 馬庫斯·埃利斯 克里斯·蘭格瑞奇            |
| 7月1日-5日   | 白夜羽毛球賽 俄羅斯加特契納 $15,000 – 32MS/32WS/32MD/32WD/32XD           | 叶卡捷琳娜·博洛托娃 葉夫根尼婭·科澤茨卡亞 20–22, 21–13, 21–15 | 奧茲格·巴伊拉克 內斯里漢·伊吉特          |
| 7月1日-5日   | 白夜羽毛球賽 俄羅斯加特契納 $15,000 – 32MS/32WS/32MD/32WD/32XD           | 山姆·馬吉 克洛伊·馬吉 21–18, 21–17                            | 羅伯特·馬特斯亞克 娜蒂斯達·希爾巴        |
| 7月7日-12日  | 哈薩克羽毛球國際賽 哈薩克烏拉爾 $5,000 – 64MS/64WS/32MD/32WD/32XD        | 弗拉基米尔·马尔科夫 21–18, 21–16                              | 阿纳托利·亚特瑟夫                        |
| 7月7日-12日  | 哈薩克羽毛球國際賽 哈薩克烏拉爾 $5,000 – 64MS/64WS/32MD/32WD/32XD        | 叶夫根尼娅·科泽茨卡亚 21–17, 21–10                            | 谭莲妮                                   |
| 7月7日-12日  | 哈薩克羽毛球國際賽 哈薩克烏拉爾 $5,000 – 64MS/64WS/32MD/32WD/32XD        | Lim Ming Chuen Ong Wei Khoon 21–18, 18–21, 21–18              | 戈尔代·科申科 瓦迪姆·诺沃肖洛夫          |
| 7月7日-12日  | 哈薩克羽毛球國際賽 哈薩克烏拉爾 $5,000 – 64MS/64WS/32MD/32WD/32XD        | 塔吉娜·比比克 克谢尼娅·波利卡波娃 21–14, 21–12                | 涅金·阿米莉波尔 阿格海伊·哈吉亚加·苏拉娅 |
| 7月7日-12日  | 哈薩克羽毛球國際賽 哈薩克烏拉爾 $5,000 – 64MS/64WS/32MD/32WD/32XD        | 阿纳托利·亚特瑟夫 叶夫根尼娅·科泽茨卡亚 21–11, 21–12          | Bolriffin Khairul Tor Ng Sin Er          |
| 7月15日-18日 | 拉哥斯羽毛球國際挑戰賽 奈及利亞拉哥斯 $15,000 – 32MS/32WS/32MD/16WD/32XD | 塞·帕拉內斯·巴米迪帕提 21–14, 21–11                           | 阿德里安·齊奧爾科                        |
| 7月15日-18日 | 拉哥斯羽毛球國際挑戰賽 奈及利亞拉哥斯 $15,000 – 32MS/32WS/32MD/16WD/32XD | 克里斯蒂娜·加文霍爾特 24–22, 18–21, 21–5                      | 奧茲格·巴伊拉克                          |
| 7月15日-18日 | 拉哥斯羽毛球國際挑戰賽 奈及利亞拉哥斯 $15,000 – 32MS/32WS/32MD/16WD/32XD | 馬奴·阿特里 蘇密特·雷迪 21–17, 21–17                          | 亞當·克瓦林納 普熱梅斯瓦夫·瓦查          |
| 7月15日-18日 | 拉哥斯羽毛球國際挑戰賽 奈及利亞拉哥斯 $15,000 – 32MS/32WS/32MD/16WD/32XD | 普拉迪亞·加德雷 斯基·雷迪 21–19, 21–23, 21–15                 | 奧茲格·巴伊拉克 內斯里漢·伊吉特          |
| 7月15日-18日 | 拉哥斯羽毛球國際挑戰賽 奈及利亞拉哥斯 $15,000 – 32MS/32WS/32MD/16WD/32XD | 羅伯特·馬特斯亞克 娜蒂斯達·希爾巴 21–19, 21–7                 | 塔倫·科納 斯基·雷迪                      |

### 八月
| 日期         | 賽事                                                                  | 冠軍                                                       | 亞軍                                  |
| ------------ | --------------------------------------------------------------------- | ---------------------------------------------------------- | ------------------------------------- |
| 8月17日-20日 | 保加利亞羽毛球公開賽 保加利亞索菲亞 $5,000 – 32MS/32WS/32MD/32WD/32XD | 劳尔·穆斯特 21–15, 22–20                                   | 卢卡斯·克拉尔布特                     |
| 8月17日-20日 | 保加利亞羽毛球公開賽 保加利亞索菲亞 $5,000 – 32MS/32WS/32MD/32WD/32XD | 纳塔利娅·科克·罗泽 21–15, 21–19                            | 李怡逢                                |
| 8月17日-20日 | 保加利亞羽毛球公開賽 保加利亞索菲亞 $5,000 – 32MS/32WS/32MD/32WD/32XD | 乔丹·科维 朱利安·马尤 18–21, 25–23, 21–17                  | 丹尼尔·尼科洛夫 伊万·鲁塞夫           |
| 8月17日-20日 | 保加利亞羽毛球公開賽 保加利亞索菲亞 $5,000 – 32MS/32WS/32MD/32WD/32XD | 黎秋玄 范茹草 21–16, 21–9                                  | 玛丽·巴托梅内 安妮·特兰               |
| 8月17日-20日 | 保加利亞羽毛球公開賽 保加利亞索菲亞 $5,000 – 32MS/32WS/32MD/32WD/32XD | 杜俊德 范茹草 Walkover                                     | 亚历山大·邦德 迪特·瑟比·汉森          |
| 8月18日-22日 | 新加坡羽毛球國際系列賽 新加坡 $5,000 – 64MS/32WS/32MD/32WD/32XD       | 伊斯干达·祖卡奈因·扎因丁 21–11, 21–15                      | 蘇德智                                |
| 8月18日-22日 | 新加坡羽毛球國際系列賽 新加坡 $5,000 – 64MS/32WS/32MD/32WD/32XD       | 格蕾戈丽亚·玛丽斯卡 22–20, 21–15                           | 杨佳敏                                |
| 8月18日-22日 | 新加坡羽毛球國際系列賽 新加坡 $5,000 – 64MS/32WS/32MD/32WD/32XD       | 许永凯 骆建贤 13–21, 21–16, 21–19                          | 哈迪安托 凯纳斯·阿迪·哈迪安托         |
| 8月18日-22日 | 新加坡羽毛球國際系列賽 新加坡 $5,000 – 64MS/32WS/32MD/32WD/32XD       | 阿普里亚尼·拉哈育 乔萨·法迪拉·苏吉亚托 22–20, 16–21, 21–10 | 梅尔维拉·奥克拉莫纳 丽卡·罗西塔瓦蒂   |
| 8月18日-22日 | 新加坡羽毛球國際系列賽 新加坡 $5,000 – 64MS/32WS/32MD/32WD/32XD       | 哈菲兹·费萨尔 谢拉·德维·奥莉亚 21–14, 21–17                | 提恩·伊斯里亚内特 沙威丽·阿米达拜     |
| 8月20日-23日 | 土耳其羽毛球國際賽 土耳其伊斯坦堡 $5,000 – 32MS/32WS/32MD/32WD/32XD   | 谭雨涵 12–21, 21–13, 21–18                                 | 米沙·西尔伯曼                         |
| 8月20日-23日 | 土耳其羽毛球國際賽 土耳其伊斯坦堡 $5,000 – 32MS/32WS/32MD/32WD/32XD   | 卡蒂·托尔莫夫 21–13, 21–11                                 | 劳拉·萨罗西                           |
| 8月20日-23日 | 土耳其羽毛球國際賽 土耳其伊斯坦堡 $5,000 – 32MS/32WS/32MD/32WD/32XD   | 克劳斯·盖尔盖伊 图万那格森·沙玛差 21–6, 21–6               | Ashkan Fesahati Mohamad Reza Khanjani |
| 8月20日-23日 | 土耳其羽毛球國際賽 土耳其伊斯坦堡 $5,000 – 32MS/32WS/32MD/32WD/32XD   | 卡德·伊纳尔 法蒂玛·努尔·亚武兹 21–13, 21–15                | 杰姆雷·费拉 埃布鲁·亚兹甘             |
| 8月20日-23日 | 土耳其羽毛球國際賽 土耳其伊斯坦堡 $5,000 – 32MS/32WS/32MD/32WD/32XD   | 米勒夫·圖爾古特 法蒂玛·努尔·亚武兹 21–14, 20–22, 21–11     | Serdar Koca Emine Demirtas            |
| 8月26日-30日 | 加勒比地區羽毛球聯合會國際賽 多明尼加聖多明哥 32MS/16WS/16MD/8WD/16XD | 加雷斯·亨利 21–8, 21–6                                     | 威廉·卡布雷拉                         |
| 8月26日-30日 | 加勒比地區羽毛球聯合會國際賽 多明尼加聖多明哥 32MS/16WS/16MD/8WD/16XD | 索兰赫尔·古斯曼 21-9, 21-11                                | 戴杰尼斯·萨图里亚                     |
| 8月26日-30日 | 加勒比地區羽毛球聯合會國際賽 多明尼加聖多明哥 32MS/16WS/16MD/8WD/16XD | 加雷斯·亨利 Dayvon Reid 21-16, 20-22, 21-18                | 丹尼斯·柯克 安東尼·麥克尼             |
| 8月26日-30日 | 加勒比地區羽毛球聯合會國際賽 多明尼加聖多明哥 32MS/16WS/16MD/8WD/16XD | 戴杰尼斯·萨图里亚 莉泽洛特·桑切斯 21–10, 21–13             | Leanna Castanada Avril Plaza Marcelle |
| 8月26日-30日 | 加勒比地區羽毛球聯合會國際賽 多明尼加聖多明哥 32MS/16WS/16MD/8WD/16XD | 纳尔逊·哈维尔 戴杰尼斯·萨图里亚 21–17, 21–19               | 加雷斯·亨利 凯瑟琳·温特               |
| 8月27日-30日 | 斯洛伐克羽毛球公開賽 斯洛伐克特倫欽 32MS/32WS/24MD/24WD/24XD          | 亚历克斯·莱恩 21–15, 21–9                                  | 亨利·阿尼奥                           |
| 8月27日-30日 | 斯洛伐克羽毛球公開賽 斯洛伐克特倫欽 32MS/32WS/24MD/24WD/24XD          | 克里斯蒂娜·加文霍尔特 21–10, 21–15                         | 盖尔·马胡利特                         |
| 8月27日-30日 | 斯洛伐克羽毛球公開賽 斯洛伐克特倫欽 32MS/32WS/24MD/24WD/24XD          | 杜俊德 Nguyen Ngoc Manh 21–14, 21–18                       | Darren Adamson Scott Sankey           |
| 8月27日-30日 | 斯洛伐克羽毛球公開賽 斯洛伐克特倫欽 32MS/32WS/24MD/24WD/24XD          | 盖尔·马胡利特 谢丽尔·塞尔宁 21–13, 21–16                   | 尼卡·阿里 佩特拉·波兰克               |
| 8月27日-30日 | 斯洛伐克羽毛球公開賽 斯洛伐克特倫欽 32MS/32WS/24MD/24WD/24XD          | 本·莱恩 杰西卡·皮尤 18–21, 21–13, 21–12                    | 杜俊德 范茹草                         |

### 九月
| 日期            | 賽事                                                                          | 冠軍                                                               | 亞軍                                              |
| --------------- | ----------------------------------------------------------------------------- | ------------------------------------------------------------------ | ------------------------------------------------- |
| 9月1日-6日      | 印度尼西亞羽毛球國際挑戰賽 印尼泗水 $20,000 – 64MS/32WS/32MD/32WD/32XD        | 索尼·昆科羅 22–20, 21–15                                           | 全奕陳                                            |
| 9月1日-6日      | 印度尼西亞羽毛球國際挑戰賽 印尼泗水 $20,000 – 64MS/32WS/32MD/32WD/32XD        | 格蕾戈麗亞·瑪麗斯卡 21–15, 15–21, 21–7                             | 鄭清憶                                            |
| 9月1日-6日      | 印度尼西亞羽毛球國際挑戰賽 印尼泗水 $20,000 – 64MS/32WS/32MD/32WD/32XD        | 貝里·安格里亞萬 利安·阿剛·薩普特拉 12–21, 21–19, 21–15             | 全棒澯 金大恩                                     |
| 9月1日-6日      | 印度尼西亞羽毛球國際挑戰賽 印尼泗水 $20,000 – 64MS/32WS/32MD/32WD/32XD        | 蓋比·里斯蒂亞妮·伊馬萬 蒂亞拉·羅薩莉婭·努萊達赫 21–17, 21–14       | 蘇琪·里基·安迪妮 馬雷塔·德亞·喬瓦尼               |
| 9月1日-6日      | 印度尼西亞羽毛球國際挑戰賽 印尼泗水 $20,000 – 64MS/32WS/32MD/32WD/32XD        | 弗蘭·庫爾尼亞萬·鄧 科馬拉·戴維 21–12, 16–21, 21–13                 | 鄭義錫 孔熙容                                     |
| 9月3日-6日      | 哈爾科夫羽毛球國際賽 烏克蘭卡爾可夫 $15,000 – 32MS/32WS/32MD/32WD/32XD        | 亨利·胡爾斯凱寧 21–9, 21–15                                        | 里斯·沃克                                         |
| 9月3日-6日      | 哈爾科夫羽毛球國際賽 烏克蘭卡爾可夫 $15,000 – 32MS/32WS/32MD/32WD/32XD        | 奧爾佳·科農 21–16, 21–10                                           | 蓬帕威·磋楚翁                                     |
| 9月3日-6日      | 哈爾科夫羽毛球國際賽 烏克蘭卡爾可夫 $15,000 – 32MS/32WS/32MD/32WD/32XD        | 博丁·伊沙拉 尼迪蓬·潘普佩克 21–18, 21–13                           | 亞當·克瓦林納 普熱梅斯瓦夫·瓦查                   |
| 9月3日-6日      | 哈爾科夫羽毛球國際賽 烏克蘭卡爾可夫 $15,000 – 32MS/32WS/32MD/32WD/32XD        | 宗功攀·吉迪特拉恭 拉溫達·巴宗哉 21–18, 21–15                       | 希瑟·奧利弗 勞倫·史密斯                           |
| 9月3日-6日      | 哈爾科夫羽毛球國際賽 烏克蘭卡爾可夫 $15,000 – 32MS/32WS/32MD/32WD/32XD        | 羅伯特·馬特斯亞克 娜蒂斯達·希爾巴 21–14, 21–14                     | 加埃唐·米特萊爾澤 奧德麗·方丹                     |
| 9月9日-12日     | 比利時羽毛球國際賽 比利時魯汶 $15,000 – 32MS/32WS/24MD/24WD/24XD              | 安德斯·安東森 21–18, 21–17                                         | 克里斯蒂安·林德·湯姆森                            |
| 9月9日-12日     | 比利時羽毛球國際賽 比利時魯汶 $15,000 – 32MS/32WS/24MD/24WD/24XD              | 吳堇溦 21–15, 21–18                                                | 克里斯蒂·吉爾莫                                   |
| 9月9日-12日     | 比利時羽毛球國際賽 比利時魯汶 $15,000 – 32MS/32WS/24MD/24WD/24XD              | 馬奴·阿特里 蘇密特·雷迪 22–20, 19–21, 22–20                        | 亞當·克瓦林納 普熱梅斯瓦夫·瓦查                   |
| 9月9日-12日     | 比利時羽毛球國際賽 比利時魯汶 $15,000 – 32MS/32WS/24MD/24WD/24XD              | 麥爾肯·弗勒爾戈德 薩拉·蒂格森 21–18, 21–11                         | 鍾慧琪 葉錚雯                                     |
| 9月9日-12日     | 比利時羽毛球國際賽 比利時魯汶 $15,000 – 32MS/32WS/24MD/24WD/24XD              | 羅伯特·馬特斯亞克 娜蒂斯達·希爾巴 15–21, 21–6, 21–8                | 约纳坦·努德 伊美利·法貝克                         |
| 9月9日-13日     | 墨西哥羽毛球國際賽 墨西哥坎昆 $5,000 – 32MS/32WS/32MD/32WD/32XD               | 埃内斯托·维拉斯奎兹 21–13, 21–14                                   | 奥斯莱尼·格雷罗                                   |
| 9月9日-13日     | 墨西哥羽毛球國際賽 墨西哥坎昆 $5,000 – 32MS/32WS/32MD/32WD/32XD               | 特尔玛·桑托斯 21–15, 21–19                                         | 艾里·米凯拉                                       |
| 9月9日-13日     | 墨西哥羽毛球國際賽 墨西哥坎昆 $5,000 – 32MS/32WS/32MD/32WD/32XD               | 约布·卡斯蒂略 利诺·穆尼奥斯 13–21, 21–12, 22–20                    | 乌戈·亚瑟索 丹尼尔·帕约拉                         |
| 9月9日-13日     | 墨西哥羽毛球國際賽 墨西哥坎昆 $5,000 – 32MS/32WS/32MD/32WD/32XD               | 洛海尼·维森特 卢瓦娜·维森特 21–8, 21–17                            | 辛西娅·冈萨雷斯 玛丽安娜·乌加尔德                 |
| 9月9日-13日     | 墨西哥羽毛球國際賽 墨西哥坎昆 $5,000 – 32MS/32WS/32MD/32WD/32XD               | 大卫·奥伯诺斯特勒 伊丽莎白·巴利杜芙 21–17, 21–17                   | 亚历克斯·汤 卢瓦娜·维森特                         |
| 9月9日-13日     | 奧克蘭羽毛球國際賽 紐西蘭奧克蘭 $5,000 – 64MS/32WS/32MD/32WD/32XD             | 呂家弘 21–12, 21–14                                                | 黃玉又                                            |
| 9月9日-13日     | 奧克蘭羽毛球國際賽 紐西蘭奧克蘭 $5,000 – 64MS/32WS/32MD/32WD/32XD             | 李佳馨 21–14, 21–17                                                | 宋碩芸                                            |
| 9月9日-13日     | 奧克蘭羽毛球國際賽 紐西蘭奧克蘭 $5,000 – 64MS/32WS/32MD/32WD/32XD             | Darren Isaac Devadass Vountus Indra Mawan 21–7, 21–12              | 柏禮維 楊明哲                                     |
| 9月9日-13日     | 奧克蘭羽毛球國際賽 紐西蘭奧克蘭 $5,000 – 64MS/32WS/32MD/32WD/32XD             | 塞特亚纳·玛帕萨 格罗娅·萨莫维尔 21–9, 21–5                         | 潘姿瑾 蔡欣佑                                     |
| 9月9日-13日     | 奧克蘭羽毛球國際賽 紐西蘭奧克蘭 $5,000 – 64MS/32WS/32MD/32WD/32XD             | 李佳翰 李佳馨 21–8, 21–15                                          | 吳沅錚 張莘恬                                     |
| 9月16日-20日    | 瑪利拜朗羽毛球國際賽 澳洲維多利亞州瑪利拜朗 $5,000 – 64MS/32WS/32MD/32WD/32XD | 呂家弘 21–15, 21–18                                                | 埃内斯托·维拉斯奎兹                               |
| 9月16日-20日    | 瑪利拜朗羽毛球國際賽 澳洲維多利亞州瑪利拜朗 $5,000 – 64MS/32WS/32MD/32WD/32XD | 黃佩嫻 20–22, 21–19, 21–14                                         | 陳煊渝                                            |
| 9月16日-20日    | 瑪利拜朗羽毛球國際賽 澳洲維多利亞州瑪利拜朗 $5,000 – 64MS/32WS/32MD/32WD/32XD | Darren Isaac Devadass Vountus Indra Mawan 22–24, 21–10, 21–14      | 曹善凱 沙旺·塞拉辛哈                              |
| 9月16日-20日    | 瑪利拜朗羽毛球國際賽 澳洲維多利亞州瑪利拜朗 $5,000 – 64MS/32WS/32MD/32WD/32XD | 塞特亚纳·玛帕萨 格罗娅·萨莫维尔 20–22, 21–17, 21–18                | 陳煊渝 林書羽                                     |
| 9月16日-20日    | 瑪利拜朗羽毛球國際賽 澳洲維多利亞州瑪利拜朗 $5,000 – 64MS/32WS/32MD/32WD/32XD | 罗宾·米德尔顿 周玉蓮 17–21, 21–19, 21–19                           | 沙旺·塞拉辛哈 塞特亚纳·玛帕萨                     |
| 9月17日-20日    | 波蘭羽毛球國際賽 波蘭別倫 $5,000 – 32MS/32WS/24MD/24WD/24XD                   | 伊斯干达·祖卡奈因·扎因丁 21–12, 21–18                              | 安德斯·安东森                                     |
| 9月17日-20日    | 波蘭羽毛球國際賽 波蘭別倫 $5,000 – 32MS/32WS/24MD/24WD/24XD                   | 何艷美 21–16, 21–12                                                | 林秋仙                                            |
| 9月17日-20日    | 波蘭羽毛球國際賽 波蘭別倫 $5,000 – 32MS/32WS/24MD/24WD/24XD                   | 卡斯珀·安东森 尼克拉斯·诺尔 17–21, 21–8, 21–12                     | 帕维尔·皮特里亚 沃伊切赫·苏库德拉尔塞克           |
| 9月17日-20日    | 波蘭羽毛球國際賽 波蘭別倫 $5,000 – 32MS/32WS/24MD/24WD/24XD                   | 克拉拉·尼斯塔特 埃玛·文贝里 21–16, 6–21, 21–15                     | 克洛伊·比尔切 杰西卡·皮尤                         |
| 9月17日-20日    | 波蘭羽毛球國際賽 波蘭別倫 $5,000 – 32MS/32WS/24MD/24WD/24XD                   | 卡斯珀·安东森 阿曼达·马德森 21–19, 21–12                           | 黄辉颖 鄒美君                                     |
| 9月17日-20日    | 坎帕拉羽毛球國際賽 烏干達坎帕拉 $5,000 – 32MS/32WS/32MD/16WD/32XD             | 雅各布·馬列卡 21–8, 18–21, 21–10                                   | 埃德溫·埃基林                                     |
| 9月17日-20日    | 坎帕拉羽毛球國際賽 烏干達坎帕拉 $5,000 – 32MS/32WS/32MD/16WD/32XD             | 布里奇特·沙米姆·班吉 21–15, 21–7                                   | Daisy Nakalyango                                  |
| 9月17日-20日    | 坎帕拉羽毛球國際賽 烏干達坎帕拉 $5,000 – 32MS/32WS/32MD/16WD/32XD             | Herbert Ebayo Jacob Musisi 21–16, 24–22                            | Alex Babu Farook Waya                             |
| 9月17日-20日    | 坎帕拉羽毛球國際賽 烏干達坎帕拉 $5,000 – 32MS/32WS/32MD/16WD/32XD             | Gloria Najjuka Daisy Nakalyango 21–17, 21–11                       | Brenda Mugabi 艾莎·納基延巴                       |
| 9月17日-20日    | 坎帕拉羽毛球國際賽 烏干達坎帕拉 $5,000 – 32MS/32WS/32MD/16WD/32XD             | Herbert Ebayo Daisy Nakalyango 21–14, 21–7                         | Davies Senono Mable Namakoye                      |
| 9月22-26日      | 雪梨羽毛球國際賽 澳洲雪梨 $15,000 – 64MS/32WS/32MD/32WD/32XD                  | 阮進明 21–11, 21–12                                                | 祖爾法里·祖基菲里                                 |
| 9月22-26日      | 雪梨羽毛球國際賽 澳洲雪梨 $15,000 – 64MS/32WS/32MD/32WD/32XD                  | 蓬帕威·磋楚翁 21–11, 14–21, 21–19                                  | 奧茲格·巴伊拉克                                   |
| 9月22-26日      | 雪梨羽毛球國際賽 澳洲雪梨 $15,000 – 64MS/32WS/32MD/32WD/32XD                  | Jagdish Singh 陳偉龍 13–21, 21–17, 21–11                           | 劉韋辰 楊博涵                                     |
| 9月22-26日      | 雪梨羽毛球國際賽 澳洲雪梨 $15,000 – 64MS/32WS/32MD/32WD/32XD                  | 宗功攀·吉迪特拉恭 拉溫達·巴宗哉 21–13, 21–5                        | 塞特亞納·瑪帕薩 格羅婭·薩莫維爾                   |
| 9月22-26日      | 雪梨羽毛球國際賽 澳洲雪梨 $15,000 – 64MS/32WS/32MD/32WD/32XD                  | 羅賓·米德爾頓 周玉蓮 21–8, 21–17                                   | 周菲利浦 傑米·蘇班迪                              |
| 9月22-26日      | 蒙古國羽毛球國際賽 蒙古國烏蘭巴托 $5,000 – 32MS/32WS/16MD/16WD/16XD           | Lee Cheol-ho 21–17, 21–19                                          | Rho Ye-wook                                       |
| 9月22-26日      | 蒙古國羽毛球國際賽 蒙古國烏蘭巴托 $5,000 – 32MS/32WS/16MD/16WD/16XD           | Lim Soo-bin 21–17, 21–16                                           | Ji Choi-min                                       |
| 9月22-26日      | 蒙古國羽毛球國際賽 蒙古國烏蘭巴托 $5,000 – 32MS/32WS/16MD/16WD/16XD           | Kim Dae-sung Kim Young-sun 21–15, 21–11                            | Yong Hoon-jin Lee Cheol-ho                        |
| 9月22-26日      | 蒙古國羽毛球國際賽 蒙古國烏蘭巴托 $5,000 – 32MS/32WS/16MD/16WD/16XD           | Ga Ae-kang Lee Ja-yeong 21–18, 21–18                               | Lim Soo-bin Oh Bo-kyung                           |
| 9月22-26日      | 蒙古國羽毛球國際賽 蒙古國烏蘭巴托 $5,000 – 32MS/32WS/16MD/16WD/16XD           | Kim Young-sun Lee Ja-yeong 21–17, 21–16                            | Kim Dae-sung Ga Ae-kang                           |
| 9月23-9月26日   | 布拉格羽毛球公開賽 捷克布拉格 $15,000 – 32MS/32WS/24MD/24WD/24XD              | 馬克·茨維布勒 26–24, 21–11                                         | 茲沃尼米爾·杜爾金雅克                             |
| 9月23-9月26日   | 布拉格羽毛球公開賽 捷克布拉格 $15,000 – 32MS/32WS/24MD/24WD/24XD              | 克里斯蒂·吉爾莫 21–16, 21–14                                       | 琳達·塞奇妮                                       |
| 9月23-9月26日   | 布拉格羽毛球公開賽 捷克布拉格 $15,000 – 32MS/32WS/24MD/24WD/24XD              | 亞當·克瓦林納 普熱梅斯瓦夫·瓦查 19–21, 22–20, 21–14                | 馬奴·阿特里 蘇密特·雷迪                           |
| 9月23-9月26日   | 布拉格羽毛球公開賽 捷克布拉格 $15,000 – 32MS/32WS/24MD/24WD/24XD              | 伊莎貝爾·赫特里克 比爾吉德·邁克斯 21–13, 21–9                      | 瑪麗·巴托梅內 埃米莉·拉菲爾                       |
| 9月23-9月26日   | 布拉格羽毛球公開賽 捷克布拉格 $15,000 – 32MS/32WS/24MD/24WD/24XD              | 維塔利·杜爾金 尼娜·維斯洛娃 21–18, 21–19                           | 麥克·福克斯 比爾吉德·邁克斯                       |
| 9月23-9月26日   | 哥倫比亞羽毛球國際賽 哥倫比亞麥德林 $5,000 – 32MS/32WS/32MD/32WD/32XD         | 比约恩·赛根 21–18, 21–18                                           | 丹尼尔·帕约拉                                     |
| 9月23-9月26日   | 哥倫比亞羽毛球國際賽 哥倫比亞麥德林 $5,000 – 32MS/32WS/32MD/32WD/32XD         | 让尼娜·奇科尼尼 21–15, 12–21, 21–13                                | 法比安娜·席尔瓦                                   |
| 9月23-9月26日   | 哥倫比亞羽毛球國際賽 哥倫比亞麥德林 $5,000 – 32MS/32WS/32MD/32WD/32XD         | 丹尼尔·帕约拉 亚历克斯·汤 21–16, 21–17                             | 乔瓦尼·格列柯 罗萨里奥·马达洛尼                   |
| 9月23-9月26日   | 哥倫比亞羽毛球國際賽 哥倫比亞麥德林 $5,000 – 32MS/32WS/32MD/32WD/32XD         | 安娜·保拉·坎波斯 法比安娜·席尔瓦 21–18, 21–17                      | 哈拉玛拉·盖坦 塞布丽娜·索利斯                     |
| 9月23-9月26日   | 哥倫比亞羽毛球國際賽 哥倫比亞麥德林 $5,000 – 32MS/32WS/32MD/32WD/32XD         | 亚历克斯·汤 法比安娜·席尔瓦 21–19, 19–21, 21–14                    | 丹尼爾·拉托雷·瑞格 丹妮拉·马西亚斯                |
| 9月24日-27日    | 埃塞俄比亞羽毛球國際賽 衣索比亞亞的斯亞貝巴 $5,000 – 32MS/32WS/32MD/16WD/32XD | 米沙·西尔伯曼 21–13, 21–9                                          | 卢卡·瓦贝尔                                       |
| 9月24日-27日    | 埃塞俄比亞羽毛球國際賽 衣索比亞亞的斯亞貝巴 $5,000 – 32MS/32WS/32MD/16WD/32XD | 杰姆雷·费拉 21–11, 22–20                                           | 格雷斯·加布里埃尔                                 |
| 9月24日-27日    | 埃塞俄比亞羽毛球國際賽 衣索比亞亞的斯亞貝巴 $5,000 – 32MS/32WS/32MD/16WD/32XD | 安德里斯·马兰 威廉·维尔容 21–10, 21–13                             | 埃姆雷·武拉尔 辛南·佐卢                           |
| 9月24日-27日    | 埃塞俄比亞羽毛球國際賽 衣索比亞亞的斯亞貝巴 $5,000 – 32MS/32WS/32MD/16WD/32XD | 杰姆雷·费拉 埃布鲁·亚兹甘 21–10, 21–9                              | 纳丁·阿什拉芙 门纳·埃尔坦纳尼                     |
| 9月24日-27日    | 埃塞俄比亞羽毛球國際賽 衣索比亞亞的斯亞貝巴 $5,000 – 32MS/32WS/32MD/16WD/32XD | 艾哈迈德·萨拉赫 门纳·埃尔坦纳尼 21–15, 21–16                       | 阿里·艾哈迈德·埃尔·哈提卜 多哈·哈尼               |
| 9月30日-10月3日 | 保加利亞羽毛球國際賽 保加利亞索菲亞 $15,000 – 32MS/32WS/24MD/24WD/24XD        | 巴勃羅·阿維安 21–17, 16–21, 21–19                                  | R·M·V·加盧西達                                    |
| 9月30日-10月3日 | 保加利亞羽毛球國際賽 保加利亞索菲亞 $15,000 – 32MS/32WS/24MD/24WD/24XD        | 奧爾佳·科農 19–21, 21–16, 21–14                                    | 瑪麗亞·烏利蒂娜                                   |
| 9月30日-10月3日 | 保加利亞羽毛球國際賽 保加利亞索菲亞 $15,000 – 32MS/32WS/24MD/24WD/24XD        | 拉斐爾·貝克 彼得·卡斯巴爾 21–14, 21–16                             | 馬奴·阿特里 蘇密特·雷迪                           |
| 9月30日-10月3日 | 保加利亞羽毛球國際賽 保加利亞索菲亞 $15,000 – 32MS/32WS/24MD/24WD/24XD        | 加夫列拉·斯托伊娃 斯蒂法尼·斯托伊娃 21–14, 21–10                   | 李意恆 寶拉·琳·奧巴娜娜                           |
| 9月30日-10月3日 | 保加利亞羽毛球國際賽 保加利亞索菲亞 $15,000 – 32MS/32WS/24MD/24WD/24XD        | 羅伯特·馬特斯亞克 娜蒂斯達·希爾巴 21–14, 21–18                     | 葉夫根尼·德雷明 葉夫根尼亞·迪莫娃                 |
| 9月30日-10月3日 | 尼日利亞羽毛球國際賽 奈及利亞阿布賈 $5,000 – 32MS/32WS/32MD/16WD/32XD         | 舒之顥 17–21, 21–14, 21–13                                         | 卢卡·瓦贝尔                                       |
| 9月30日-10月3日 | 尼日利亞羽毛球國際賽 奈及利亞阿布賈 $5,000 – 32MS/32WS/32MD/16WD/32XD         | 格雷斯·加布里埃尔 14–21, 21–11, 21–12                              | 凯特·甫·库内                                      |
| 9月30日-10月3日 | 尼日利亞羽毛球國際賽 奈及利亞阿布賈 $5,000 – 32MS/32WS/32MD/16WD/32XD         | 埃姆雷·武拉尔 辛南·佐卢 21–14, 21–19                               | 阿里·艾哈迈德·埃尔·哈提卜 阿卜杜勒拉赫曼·克什卡尔 |
| 9月30日-10月3日 | 尼日利亞羽毛球國際賽 奈及利亞阿布賈 $5,000 – 32MS/32WS/32MD/16WD/32XD         | 杰姆雷·费拉 埃布鲁·亚兹甘 21–14, 21–14                             | 格雷斯·加布里埃尔 Braimoh Maria                   |
| 9月30日-10月3日 | 尼日利亞羽毛球國際賽 奈及利亞阿布賈 $5,000 – 32MS/32WS/32MD/16WD/32XD         | Olorunfemi Elewa 苏珊·伊达 21–19, 21–17                            | 丹尼尔·山姆 吉芙蒂·门萨                           |
| 9月30日-10月4日 | 越南羽毛球國際系列賽 越南峴港市 $5,000 – 64MS/32WS/32MD/32WD/32XD             | 克里希纳·阿迪·努格拉哈 21–19, 15–21, 21–14                         | 恩茲·薩菲拉                                       |
| 9月30日-10月4日 | 越南羽毛球國際系列賽 越南峴港市 $5,000 – 64MS/32WS/32MD/32WD/32XD             | 吳堇溦 21–9, 21–13                                                 | 陳肅諭                                            |
| 9月30日-10月4日 | 越南羽毛球國際系列賽 越南峴港市 $5,000 – 64MS/32WS/32MD/32WD/32XD             | 哈迪安托 凯纳斯·阿迪·哈迪安托 21–14, 21–14                         | Hantoro 里安·斯瓦斯泰迪安                         |
| 9月30日-10月4日 | 越南羽毛球國際系列賽 越南峴港市 $5,000 – 64MS/32WS/32MD/32WD/32XD             | 盖比·里斯蒂亚妮·伊马万 蒂亚拉·罗萨莉娅·努莱达赫 21–8, 19–21, 21–15 | 尼萨克·普吉·莱斯塔里 梅里萨·辛迪·萨普特里         |
| 9月30日-10月4日 | 越南羽毛球國際系列賽 越南峴港市 $5,000 – 64MS/32WS/32MD/32WD/32XD             | 里安·斯瓦斯泰迪安 玛西塔·穆罕默丁 21–13, 19–21, 21–17              | 陈健铭 白燕薇                                     |

### 十月
| 日期             | 賽事                                                                          | 冠軍                                                           | 亞軍                                                     |
| ---------------- | ----------------------------------------------------------------------------- | -------------------------------------------------------------- | -------------------------------------------------------- |
| 10月7日-11日     | 阿根廷羽毛球國際賽 阿根廷內烏肯省 $5,000 – 32MS/32WS/32MD/32WD/32XD           | 比约恩·赛根 21–11, 21–13                                       | 利诺·穆尼奥斯                                            |
| 10月7日-11日     | 阿根廷羽毛球國際賽 阿根廷內烏肯省 $5,000 – 32MS/32WS/32MD/32WD/32XD           | 伊丽莎白·巴利杜芙 21–17, 14–6 Retired                          | 洛海尼·维森特                                            |
| 10月7日-11日     | 阿根廷羽毛球國際賽 阿根廷內烏肯省 $5,000 – 32MS/32WS/32MD/32WD/32XD           | 约布·卡斯蒂略 利诺·穆尼奥斯 21–10, 21–15                       | Daniel Humblers Bastian Lizama                           |
| 10月7日-11日     | 阿根廷羽毛球國際賽 阿根廷內烏肯省 $5,000 – 32MS/32WS/32MD/32WD/32XD           | 哈拉玛拉·盖坦 塞布丽娜·索利斯 21–7, 21–6                       | 弗洛伦西娅·伯纳坦内 黛安娜·加门迪亚                      |
| 10月7日-11日     | 阿根廷羽毛球國際賽 阿根廷內烏肯省 $5,000 – 32MS/32WS/32MD/32WD/32XD           | 大卫·奥伯诺斯特勒 伊丽莎白·巴利杜芙 對手棄權                   | 亚历克斯·汤 洛海尼·维森特                                |
| 10月14日-18日    | 智利羽毛球國際挑戰賽 智利特木科 $15,000 – 64MS/64WS/32MD/32WD/32XD            | 巴勃羅·阿維安 21–14, 21–17                                     | 埃內斯托·維拉斯奎茲                                      |
| 10月14日-18日    | 智利羽毛球國際挑戰賽 智利特木科 $15,000 – 64MS/64WS/32MD/32WD/32XD            | 奧茲格·巴伊拉克 21–15, 21–19                                   | 克里斯蒂娜·加文霍爾特                                    |
| 10月14日-18日    | 智利羽毛球國際挑戰賽 智利特木科 $15,000 – 64MS/64WS/32MD/32WD/32XD            | 廖顯邦 吳楷義 21–13, 22–20, 21–15                              | 周菲利浦 薩塔瓦特·龐拉爾萊特                             |
| 10月14日-18日    | 智利羽毛球國際挑戰賽 智利特木科 $15,000 – 64MS/64WS/32MD/32WD/32XD            | 李意恆 寶拉·琳·奧巴娜娜 21–17, 21–16                           | 洛海尼·維森特 盧瓦娜·維森特                              |
| 10月14日-18日    | 智利羽毛球國際挑戰賽 智利特木科 $15,000 – 64MS/64WS/32MD/32WD/32XD            | 周菲利浦 傑米·蘇班迪 21–14, 21–14                              | 亞歷克斯·湯 盧瓦娜·維森特                                |
| 10月15日-18日    | 瑞士羽毛球國際賽 瑞士伊韋爾東 $15,000 – 32MS/32WS/32MD/32WD/32XD              | 伊斯干达·祖卡奈因·再努丁 21–19, 16–21, 21–11                   | 維萊·朗                                                  |
| 10月15日-18日    | 瑞士羽毛球國際賽 瑞士伊韋爾東 $15,000 – 32MS/32WS/32MD/32WD/32XD              | 妮查恩·金達蓬 16–21, 21–16, 21–14                              | 奧爾佳·科農                                              |
| 10月15日-18日    | 瑞士羽毛球國際賽 瑞士伊韋爾東 $15,000 – 32MS/32WS/32MD/32WD/32XD              | 古健傑 陳文宏 18–21, 21–16, 21–16                              | 彼得·布里格斯 湯姆·沃爾芬登                              |
| 10月15日-18日    | 瑞士羽毛球國際賽 瑞士伊韋爾東 $15,000 – 32MS/32WS/32MD/32WD/32XD              | 薩曼塔·巴寧 伊里斯·塔博林 21–11, 21–10                         | 皮婭·澤巴迪婭·貝爾納德特 阿普薩西·普特里·勒傑薩·瓦里拉   |
| 10月15日-18日    | 瑞士羽毛球國際賽 瑞士伊韋爾東 $15,000 – 32MS/32WS/32MD/32WD/32XD              | 羅伯·布萊爾 皮婭·澤巴迪婭·貝爾納德特 18–21, 25–23, 21–18       | 博丁·伊沙拉 沙威麗·阿米達拜                              |
| 10月15日-18日    | 埃及羽毛球國際賽 埃及開羅 32MS/32WS/32MD/16WD/32XD                            | 埃德温·埃基林 21–23, 25–23, 21–18                              | 阿伦·罗伊                                                |
| 10月15日-18日    | 埃及羽毛球國際賽 埃及開羅 32MS/32WS/32MD/16WD/32XD                            | 哈迪亚·胡斯尼 21–16, 24–26, 21–17                              | 多哈·哈尼                                                |
| 10月15日-18日    | 埃及羽毛球國際賽 埃及開羅 32MS/32WS/32MD/16WD/32XD                            | Mohmed Misbun Misbun Shawal Ridzwan Rahmat 21–15, 15–21, 21–16 | 巴哈迪恩·艾哈迈德·阿沙尼克 穆罕默德·纳塞尔·曼苏尔·纳耶夫 |
| 10月15日-18日    | 埃及羽毛球國際賽 埃及開羅 32MS/32WS/32MD/16WD/32XD                            | 多哈·哈尼 哈迪亚·胡斯尼 28–26, 21–13                           | 纳丁·阿什拉芙 门纳·埃尔坦纳尼                            |
| 10月15日-18日    | 埃及羽毛球國際賽 埃及開羅 32MS/32WS/32MD/16WD/32XD                            | 艾哈迈德·萨拉赫 门纳·埃尔坦纳尼 21–18, 21–15                   | 阿卜杜勒拉赫曼·克什卡尔 哈迪亚·胡斯尼                    |
| 10月21日-24日    | 以色列夏瑣羽毛球國際賽 以色列夏瑣 32MS/32WS/16MD/16WD/16XD                    | 山姆·帕森斯 20–22, 21–8, 21–8                                  | 盧卡斯·澤夫                                              |
| 10月21日-24日    | 以色列夏瑣羽毛球國際賽 以色列夏瑣 32MS/32WS/16MD/16WD/16XD                    | 祖扎娜·帕维尔科娃 21–18, 21–14                                 | 丽迪娅·简·鲍威尔                                         |
| 10月21日-24日    | 以色列夏瑣羽毛球國際賽 以色列夏瑣 32MS/32WS/16MD/16WD/16XD                    | 亞歷山大·巴斯 丹尼爾·希斯洛夫 21–14, 23–21                     | Leon Pugach Aviv Sade                                    |
| 10月21日-24日    | 以色列夏瑣羽毛球國際賽 以色列夏瑣 32MS/32WS/16MD/16WD/16XD                    | 艾莉娜·普加奇 尤瓦尔·普加奇 21–18, 22–20                       | 达纳·丹尼连科 玛格丽特·卢瑞                              |
| 10月21日-24日    | 以色列夏瑣羽毛球國際賽 以色列夏瑣 32MS/32WS/16MD/16WD/16XD                    | 阿里尔·沙恩斯基 克里斯蒂娜·斯利希 21–10, 21–3                  | 里歐·克羅伊特 达纳·库格尔                                |
| 10月21日-25日    | 巴西羽毛球國際賽 巴西聖保羅 $5,000 – 32MS/32WS/32MD/32WD/32XD                 | 伊戈尔·科埃略·德奥利维拉 21–18, 20–22, 21–19                   | 凯文·科登                                                |
| 10月21日-25日    | 巴西羽毛球國際賽 巴西聖保羅 $5,000 – 32MS/32WS/32MD/32WD/32XD                 | 劳拉·萨罗西 18–21, 21–18, 21–13                                | 法比安娜·席尔瓦                                          |
| 10月21日-25日    | 巴西羽毛球國際賽 巴西聖保羅 $5,000 – 32MS/32WS/32MD/32WD/32XD                 | 约布·卡斯蒂略 利诺·穆尼奥斯 21–18, 21–14                       | 乌戈·亚瑟索 丹尼尔·帕约拉                                |
| 10月21日-25日    | 巴西羽毛球國際賽 巴西聖保羅 $5,000 – 32MS/32WS/32MD/32WD/32XD                 | 洛海尼·维森特 卢瓦娜·维森特 21–9, 21–11                        | 丹妮拉·马西亚斯 西村丹妮卡                               |
| 10月21日-25日    | 巴西羽毛球國際賽 巴西聖保羅 $5,000 – 32MS/32WS/32MD/32WD/32XD                 | 乌戈·亚瑟索 法比安娜·席尔瓦 21–15, 16–21, 21–19                | 大卫·奥伯诺斯特勒 伊丽莎白·巴利杜芙                      |
| 10月22日-25日    | 摩洛哥羽毛球國際賽 摩洛哥卡薩布蘭卡 $5,000 – 32MS/32WS/32MD/16WD/32XD         | 佩德罗·马丁斯 21–12, 21–14                                     | 埃德温·埃基林                                            |
| 10月22日-25日    | 摩洛哥羽毛球國際賽 摩洛哥卡薩布蘭卡 $5,000 – 32MS/32WS/32MD/16WD/32XD         | 谭莲妮 15–21, 24–22, 21–8                                      | 南纳·瓦尼奥                                              |
| 10月22日-25日    | 摩洛哥羽毛球國際賽 摩洛哥卡薩布蘭卡 $5,000 – 32MS/32WS/32MD/16WD/32XD         | Mohmed Misbun Misbun Shawal Ridzwan Rahmat 21–18, 21–18        | 巴哈迪恩·艾哈迈德·阿沙尼克 穆罕默德·纳塞尔·曼苏尔·纳耶夫 |
| 10月22日-25日    | 摩洛哥羽毛球國際賽 摩洛哥卡薩布蘭卡 $5,000 – 32MS/32WS/32MD/16WD/32XD         | 叶娃·普佩 克里斯汀·舍费尔 23–21, 21–13                         | 杜穆·阿姆罗 马扎雷·雷纳·费赫米                           |
| 10月22日-25日    | 摩洛哥羽毛球國際賽 摩洛哥卡薩布蘭卡 $5,000 – 32MS/32WS/32MD/16WD/32XD         | Vincent Espen Manon Krieger 21–12, 18–21, 21–17                | 巴哈迪恩·艾哈迈德·阿沙尼克 杜穆·阿姆罗                   |
| 10月28日-31日    | 新喀里多尼亞羽毛球國際賽 新喀里多尼亞努美阿 $5,000 – 32MS/32WS/32MD/32WD/32XD | 舒之顥 21–9, 21–19                                             | 楊智勛                                                   |
| 10月28日-31日    | 新喀里多尼亞羽毛球國際賽 新喀里多尼亞努美阿 $5,000 – 32MS/32WS/32MD/32WD/32XD | 让尼娜·奇科尼尼 21–17, 21–15                                   | Joy Lai                                                  |
| 10月28日-31日    | 新喀里多尼亞羽毛球國際賽 新喀里多尼亞努美阿 $5,000 – 32MS/32WS/32MD/32WD/32XD | 安东尼·乔 羅必勝 21–15, 21–12                                  | Maoni Hu He Shane Masinipeni                             |
| 10月28日-31日    | 新喀里多尼亞羽毛球國際賽 新喀里多尼亞努美阿 $5,000 – 32MS/32WS/32MD/32WD/32XD | Johanna Kou Maria Masinipeni 21–11, 21–13                      | Julie Derne Cecilia Moussy                               |
| 10月28日-31日    | 新喀里多尼亞羽毛球國際賽 新喀里多尼亞努美阿 $5,000 – 32MS/32WS/32MD/32WD/32XD | Shane Masinipeni Maria Masinipeni 21–10, 21–13                 | Loic Mennesson Johanna Kou                               |
| 10月28日-11月1日 | 巴林羽毛球國際系列賽 巴林伊薩城 $5,000 – 64MS/32WS/16MD/8WD/32XD              | 萨米尔·维尔马 21–13, 18–21, 21–8                               | 普拉特爾·喬希                                            |
| 10月28日-11月1日 | 巴林羽毛球國際系列賽 巴林伊薩城 $5,000 – 64MS/32WS/16MD/8WD/32XD              | 翁丽莲 21–19, 21–17                                            | 萨伊利·拉内                                              |
| 10月28日-11月1日 | 巴林羽毛球國際系列賽 巴林伊薩城 $5,000 – 64MS/32WS/16MD/8WD/32XD              | 陳偉德 陳業駿 18–21, 21–11, 21–16                              | 周柏礎 楊佳億                                            |
| 10月28日-11月1日 | 巴林羽毛球國際系列賽 巴林伊薩城 $5,000 – 64MS/32WS/16MD/8WD/32XD              | 普尔维莎·拉姆 阿拉希·萨拉·苏尼尔 21–14, 21–8                   | 帕瓦莎·巴希尔 萨拉·莫赫曼德                              |
| 10月28日-11月1日 | 巴林羽毛球國際系列賽 巴林伊薩城 $5,000 – 64MS/32WS/16MD/8WD/32XD              | 陳業駿 翁丽莲 21–17, 21–10                                     | 阿图耶姆·萨瓦秋金 阿莱西亚·扎伊特萨娃                    |
| 10月29日-11月1日 | 匈牙利羽毛球國際賽 匈牙利布達佩斯 $5,000 – 32MS/32WS/24MD/24WD/24XD           | 卡勒·科利约宁 19–21, 21–17, 21–15                              | 拉斯穆斯·梅塞施密特                                      |
| 10月29日-11月1日 | 匈牙利羽毛球國際賽 匈牙利布達佩斯 $5,000 – 32MS/32WS/24MD/24WD/24XD           | 阿普里利娅·尤斯万达里 21–19, 21–9                              | 克洛伊·比尔切                                            |
| 10月29日-11月1日 | 匈牙利羽毛球國際賽 匈牙利布達佩斯 $5,000 – 32MS/32WS/24MD/24WD/24XD           | 马丁·坎贝尔 帕特里克·麦克休 21–13, 18–21, 21–16                | 索伦·格拉霍尔特 尼古拉·奥弗高                            |
| 10月29日-11月1日 | 匈牙利羽毛球國際賽 匈牙利布達佩斯 $5,000 – 32MS/32WS/24MD/24WD/24XD           | 謝宜希 陳嘉雯 21–14, 22–20                                     | 亚历山德拉·博尔 加布里埃拉·博尔                          |
| 10月29日-11月1日 | 匈牙利羽毛球國際賽 匈牙利布達佩斯 $5,000 – 32MS/32WS/24MD/24WD/24XD           | 克里斯托弗·高斯 维多利亚·威廉斯 21–19, 11–21, 21–17            | 帕特里克·布尔 伊莎贝拉·尼尔森                            |

### 十一月
| 日期          | 賽事                                                                               | 冠軍                                                          | 亞軍                                              |
| ------------- | ---------------------------------------------------------------------------------- | ------------------------------------------------------------- | ------------------------------------------------- |
| 11月3日-7日   | 巴林羽毛球國際挑戰賽 巴林伊薩城 國際挑戰賽 $15,000 – 64MS/32WS/32MD/16WD/32XD      | 薩米爾·維爾馬 21–14, 21–10                                    | 黃梓良                                            |
| 11月3日-7日   | 巴林羽毛球國際挑戰賽 巴林伊薩城 國際挑戰賽 $15,000 – 64MS/32WS/32MD/16WD/32XD      | 妮查恩·金達蓬 24–22, 21–10                                    | 薩伊利·拉內                                       |
| 11月3日-7日   | 巴林羽毛球國際挑戰賽 巴林伊薩城 國際挑戰賽 $15,000 – 64MS/32WS/32MD/16WD/32XD      | 博丁·伊沙拉 尼迪蓬·潘普佩克 21–9, 21–14                       | 萬納瓦·安布蘇萬 提恩·伊斯里亞內特                 |
| 11月3日-7日   | 巴林羽毛球國際挑戰賽 巴林伊薩城 國際挑戰賽 $15,000 – 64MS/32WS/32MD/16WD/32XD      | 沙威麗·阿米達拜 帕沖攀·磋楚翁 21–6, 15–21, 21–16              | 查亚倪·查拉查兰 帕泰瑪斯·門翁                     |
| 11月3日-7日   | 巴林羽毛球國際挑戰賽 巴林伊薩城 國際挑戰賽 $15,000 – 64MS/32WS/32MD/16WD/32XD      | 博丁·伊沙拉 沙威麗·阿米達拜 21–17, 21–19                      | 丹尼·巴瓦·克里斯南塔 梁語嫣                       |
| 11月10日-15日 | 馬來西亞羽毛球國際挑戰賽 馬來西亞吉打州亞羅士打 $15,000 – 64MS/32WS/32MD/32WD/32XD | 科希特·佩尔帕達布 21–14, 21–10                                | 宋俊洋                                            |
| 11月10日-15日 | 馬來西亞羽毛球國際挑戰賽 馬來西亞吉打州亞羅士打 $15,000 – 64MS/32WS/32MD/32WD/32XD | 梁晓宇 21–11, 21–13                                           | 迪娜·迪亚·阿尤丝丁                                |
| 11月10日-15日 | 馬來西亞羽毛球國際挑戰賽 馬來西亞吉打州亞羅士打 $15,000 – 64MS/32WS/32MD/32WD/32XD | 林家佑 巫孝霖 17–21, 21–16, 21–18                             | 李哲輝 李洋                                       |
| 11月10日-15日 | 馬來西亞羽毛球國際挑戰賽 馬來西亞吉打州亞羅士打 $15,000 – 64MS/32WS/32MD/32WD/32XD | 德拉·德斯迪亚拉·哈里斯 罗西尔塔·伊卡·普特里·萨里 21–18, 21–12 | 查亚倪·查拉查兰 帕泰玛斯·门翁                     |
| 11月10日-15日 | 馬來西亞羽毛球國際挑戰賽 馬來西亞吉打州亞羅士打 $15,000 – 64MS/32WS/32MD/32WD/32XD | 博丁·伊沙拉 沙威丽·阿米达拜 21–13, 21–6                       | 哈菲兹·费萨尔 谢拉·德维·奥莉亚                    |
| 11月11日-15日 | 波多黎各羽毛球國際系列賽 波多黎各聖胡安 $5,000 – 32MS/32WS/8MD/4WD/8XD             | 凯文·科登 21–17, 21–15                                        | 舒之顥                                            |
| 11月11日-15日 | 波多黎各羽毛球國際系列賽 波多黎各聖胡安 $5,000 – 32MS/32WS/8MD/4WD/8XD             | 劳拉·萨罗西 21–12, 21–16                                      | 让尼娜·奇科尼尼                                   |
| 11月11日-15日 | 波多黎各羽毛球國際系列賽 波多黎各聖胡安 $5,000 – 32MS/32WS/8MD/4WD/8XD             | 约布·卡斯蒂略 利诺·穆尼奥斯 21–19, 22–20                      | 扬·弗罗利希 马捷·林尼坎                           |
| 11月11日-15日 | 波多黎各羽毛球國際系列賽 波多黎各聖胡安 $5,000 – 32MS/32WS/8MD/4WD/8XD             | 哈拉玛拉·盖坦 塞布丽娜·索利斯 21–12, 21–15                    | 安娜·保拉·坎波斯 法比安娜·席尔瓦                  |
| 11月11日-15日 | 波多黎各羽毛球國際系列賽 波多黎各聖胡安 $5,000 – 32MS/32WS/8MD/4WD/8XD             | 亚历克斯·汤 洛海尼·维森特 21–12, 18–21, 25–23                 | 丹尼尔·帕约拉 法比安娜·席尔瓦                     |
| 11月12日-15日 | 挪威羽毛球國際賽 挪威桑讷菲尤尔 $5,000 – 32MS/32WS/32MD/32WD/32XD                  | 马吕斯·迈尔 21–19, 21–15                                      | 帕特里克·比耶勒高                                 |
| 11月12日-15日 | 挪威羽毛球國際賽 挪威桑讷菲尤尔 $5,000 – 32MS/32WS/32MD/32WD/32XD                  | 索菲·霍尔姆伯·达尔 21–13, 21–12                               | 卡蒂·托尔莫夫                                     |
| 11月12日-15日 | 挪威羽毛球國際賽 挪威桑讷菲尤尔 $5,000 – 32MS/32WS/32MD/32WD/32XD                  | 索伦·格拉霍尔特 尼古拉·奥弗高 23–21, 21–17                    | 理查德·艾德斯泰特 Andy Hartono Tandaputra         |
| 11月12日-15日 | 挪威羽毛球國際賽 挪威桑讷菲尤尔 $5,000 – 32MS/32WS/32MD/32WD/32XD                  | 塞特亚纳·玛帕萨 格罗娅·萨莫维尔 21–5, 21–13                   | 阿曼达·马德森 伊莎贝拉·尼尔森                     |
| 11月12日-15日 | 挪威羽毛球國際賽 挪威桑讷菲尤尔 $5,000 – 32MS/32WS/32MD/32WD/32XD                  | 沙旺·塞拉辛哈 塞特亚纳·玛帕萨 21–17, 21–15                    | 索伦·格拉霍尔特 麦尔肯·弗勒尔戈德                 |
| 11月17日-21日 | 蘇利南羽毛球國際賽 蘇利南巴拉馬利波 $5,000 – 32MS/32WS/16MD/16WD/32XD              | 奥斯莱尼·格雷罗 21–11, 21–16                                  | 舒之顥                                            |
| 11月17日-21日 | 蘇利南羽毛球國際賽 蘇利南巴拉馬利波 $5,000 – 32MS/32WS/16MD/16WD/32XD              | 特尔玛·桑托斯 No match                                        | 洛海尼·维森特                                     |
| 11月17日-21日 | 蘇利南羽毛球國際賽 蘇利南巴拉馬利波 $5,000 – 32MS/32WS/16MD/16WD/32XD              | 约布·卡斯蒂略 利诺·穆尼奥斯 No match                          | 乔瓦尼·格列柯 罗萨里奥·马达洛尼                   |
| 11月17日-21日 | 蘇利南羽毛球國際賽 蘇利南巴拉馬利波 $5,000 – 32MS/32WS/16MD/16WD/32XD              | 哈拉玛拉·盖坦 塞布丽娜·索利斯 No match                        | 安娜·保拉·坎波斯 法比安娜·席尔瓦                  |
| 11月17日-21日 | 蘇利南羽毛球國際賽 蘇利南巴拉馬利波 $5,000 – 32MS/32WS/16MD/16WD/32XD              | 喬納森·佩爾松 安娜·保拉·坎波斯 21–9, 21–15                    | Dylan Darmohoetomo Jill Sjauw-Mook                |
| 11月19日-22日 | 芬蘭羽毛球國際賽 芬蘭赫爾辛基 $5,000 – 32MS/32WS/32MD/32WD/32XD                    | 斯特芬·拉斯姆森 21–14, 21–17                                  | 卡斯帕·迪內森                                     |
| 11月19日-22日 | 芬蘭羽毛球國際賽 芬蘭赫爾辛基 $5,000 – 32MS/32WS/32MD/32WD/32XD                    | 菲比·安古尼 18–21, 21–10, 21–8                                | 索菲·霍尔姆伯·达尔                                |
| 11月19日-22日 | 芬蘭羽毛球國際賽 芬蘭赫爾辛基 $5,000 – 32MS/32WS/32MD/32WD/32XD                    | 尼基塔·哈基莫夫 瓦西里·库兹涅佐夫 21–16, 9–21, 21–17          | 尼克拉斯·馬蒂亞森 拉塞·摩爾菲德                   |
| 11月19日-22日 | 芬蘭羽毛球國際賽 芬蘭赫爾辛基 $5,000 – 32MS/32WS/32MD/32WD/32XD                    | 克拉拉·尼斯塔特 埃玛·文贝里 21–16, 22–20                      | Alida Chen 谢丽尔·塞尔宁                          |
| 11月19日-22日 | 芬蘭羽毛球國際賽 芬蘭赫爾辛基 $5,000 – 32MS/32WS/32MD/32WD/32XD                    | 菲利普·迈克尔·杜瓦尔·迈伦 埃玛·文贝里 13–21, 22–20, 21–15     | 克里斯托弗·克努森 埃米莉·尤尔·摩勒                |
| 11月25日-28日 | 威爾斯羽毛球國際賽 威爾斯卡地夫 國際挑戰賽 $15,000 – 32MS/32WS/32MD/32WD/32XD      | 弗拉基米爾·馬爾科夫 21–13, 21–17                              | 阿德里安·齊奧爾科                                 |
| 11月25日-28日 | 威爾斯羽毛球國際賽 威爾斯卡地夫 國際挑戰賽 $15,000 – 32MS/32WS/32MD/32WD/32XD      | 安娜·蒂亞·馬德森 24–22, 21–11                                 | 卡琳·施納澤                                       |
| 11月25日-28日 | 威爾斯羽毛球國際賽 威爾斯卡地夫 國際挑戰賽 $15,000 – 32MS/32WS/32MD/32WD/32XD      | 馬庫斯·埃利斯 克里斯·蘭格瑞奇 21–16, 16–21, 21–16             | 亞當·克瓦林納 普熱梅斯瓦夫·瓦查                   |
| 11月25日-28日 | 威爾斯羽毛球國際賽 威爾斯卡地夫 國際挑戰賽 $15,000 – 32MS/32WS/32MD/32WD/32XD      | 加夫列拉·斯托伊娃 斯蒂法尼·斯托伊娃 21–10, 22–20              | 希瑟·奧利弗 勞倫·史密斯                           |
| 11月25日-28日 | 威爾斯羽毛球國際賽 威爾斯卡地夫 國際挑戰賽 $15,000 – 32MS/32WS/32MD/32WD/32XD      | 馬修·諾丁漢 艾米莉·韋斯特伍德 21–13, 25–23                    | 羅南·拉巴爾 埃米莉·拉菲爾                         |
| 11月26日-29日 | 贊比亞羽毛球國際賽 尚比亞路沙卡 $5,000 – 32MS/32WS/32MD/32WD/32XD                  | 瓦坦内贾德·苏罗什·伊斯坎达里 21–19, 14–21, 21–19              | 因德拉·巴古斯·艾德·钱德拉                         |
| 11月26日-29日 | 贊比亞羽毛球國際賽 尚比亞路沙卡 $5,000 – 32MS/32WS/32MD/32WD/32XD                  | 凯特·甫·库内 15–21, 1–0 Retired                               | 阿格海伊·哈吉亚加·苏拉娅                          |
| 11月26日-29日 | 贊比亞羽毛球國際賽 尚比亞路沙卡 $5,000 – 32MS/32WS/32MD/32WD/32XD                  | 安德里斯·马兰 威廉·维尔容 21–14, 21–15                        | 阿里·艾哈迈德·埃尔·哈提卜 阿卜杜勒拉赫曼·克什卡尔 |
| 11月26日-29日 | 贊比亞羽毛球國際賽 尚比亞路沙卡 $5,000 – 32MS/32WS/32MD/32WD/32XD                  | 纳丁·阿什拉芙 门纳·埃尔坦纳尼 No match                        | 涅金·阿米莉波尔 阿格海伊·哈吉亚加·苏拉娅          |
| 11月26日-29日 | 贊比亞羽毛球國際賽 尚比亞路沙卡 $5,000 – 32MS/32WS/32MD/32WD/32XD                  | 阿卜杜勒拉赫曼·克什卡尔 哈迪亚·胡斯尼 21–15, 21–8             | 朱马·穆沃沃 奥加尔·西埃姆潘杰拉                   |

### 十二月
| 日期          | 賽事                                                                     | 冠軍                                                           | 亞軍                                           |
| ------------- | ------------------------------------------------------------------------ | -------------------------------------------------------------- | ---------------------------------------------- |
| 12月1日-5日   | 孟加拉羽毛球國際挑戰賽 孟加拉國達卡市 $15,000 – 64MS/32WS/32MD/32WD/32XD | 塞·帕拉內斯·巴米迪帕提 21–14, 8–21, 21–17                      | 薩米爾·維爾馬                                  |
| 12月1日-5日   | 孟加拉羽毛球國際挑戰賽 孟加拉國達卡市 $15,000 – 64MS/32WS/32MD/32WD/32XD | 露丝维卡·斯瓦尼·加德 23–21, 19–21, 21–18                       | 王苑力                                         |
| 12月1日-5日   | 孟加拉羽毛球國際挑戰賽 孟加拉國達卡市 $15,000 – 64MS/32WS/32MD/32WD/32XD | 普拉納·傑里·喬普拉 艾謝·迪瓦卡 21–16, 21–16                    | 陳致佃 陳偉源                                  |
| 12月1日-5日   | 孟加拉羽毛球國際挑戰賽 孟加拉國達卡市 $15,000 – 64MS/32WS/32MD/32WD/32XD | 查亚倪·查拉查兰 帕泰瑪斯·門翁 21–15, 21–19                     | 林芸如 李明艷                                  |
| 12月1日-5日   | 孟加拉羽毛球國際挑戰賽 孟加拉國達卡市 $15,000 – 64MS/32WS/32MD/32WD/32XD | 許永凱 陳薇涵 21–10, 19–21, 21–12                              | 陳偉源 賴潔敏                                  |
| 12月1日-5日   | 美國羽毛球國際賽 美國加州奧蘭多 $15,000 – 64MS/32WS/32MD/32WD/32XD       | 埃米爾·霍爾斯特 21–16, 22–20                                   | 譚雨涵                                         |
| 12月1日-5日   | 美國羽毛球國際賽 美國加州奧蘭多 $15,000 – 64MS/32WS/32MD/32WD/32XD       | 張蓓雯 21–14, 13–21, 21–19                                     | 白馭珀                                         |
| 12月1日-5日   | 美國羽毛球國際賽 美國加州奧蘭多 $15,000 – 64MS/32WS/32MD/32WD/32XD       | 林家佑 巫孝霖 16–21, 23–21, 21–19                              | 麥克·福克斯 約翰尼斯·斯科特勒                  |
| 12月1日-5日   | 美國羽毛球國際賽 美國加州奧蘭多 $15,000 – 64MS/32WS/32MD/32WD/32XD       | 希瑟·奧利弗 勞倫·史密斯 18–21, 21–19, 21–19                    | 普蒂塔·素帕猜恭 沙西麗·德拉達那猜              |
| 12月1日-5日   | 美國羽毛球國際賽 美國加州奧蘭多 $15,000 – 64MS/32WS/32MD/32WD/32XD       | 麥克·福克斯 比爾吉德·邁克斯 21–16, 21–17                       | 丹尼·巴瓦·克里斯南塔 梁語嫣                    |
| 12月2日-5日   | 愛爾蘭羽毛球公開賽 愛爾蘭都柏林 $15,000 – 32MS/32WS/32MD/32WD/32XD       | 安德斯·安東森 21–18, 22–20                                     | 盧卡斯·克拉爾布特                              |
| 12月2日-5日   | 愛爾蘭羽毛球公開賽 愛爾蘭都柏林 $15,000 – 32MS/32WS/32MD/32WD/32XD       | 奧爾佳·科農 21–17, 21–16                                       | 纳塔利娅·科克·罗泽                             |
| 12月2日-5日   | 愛爾蘭羽毛球公開賽 愛爾蘭都柏林 $15,000 – 32MS/32WS/32MD/32WD/32XD       | 拉斐爾·貝克 彼得·卡斯巴爾 21–16, 21–18                         | 亞當·克瓦林納 普熱梅斯瓦夫·瓦查                |
| 12月2日-5日   | 愛爾蘭羽毛球公開賽 愛爾蘭都柏林 $15,000 – 32MS/32WS/32MD/32WD/32XD       | 加夫列拉·斯托伊娃 斯蒂法尼·斯托伊娃 21–10, 22–24, 21–9         | 茱莉·芬尼-易普森 麗克·瑟比·漢森                |
| 12月2日-5日   | 愛爾蘭羽毛球公開賽 愛爾蘭都柏林 $15,000 – 32MS/32WS/32MD/32WD/32XD       | 馬蒂亞斯·克里斯蒂安森 莉娜·格雷巴克 19–21, 21–18, 21–18        | 羅伯特·馬特斯亞克 娜蒂斯達·希爾巴              |
| 12月3日-6日   | 南非羽毛球國際賽 南非開普敦 $5,000 – 64MS/32WS/32MD/32WD/32XD            | 舒之顥 21–11, 21–16                                            | 埃姆雷·武拉尔                                  |
| 12月3日-6日   | 南非羽毛球國際賽 南非開普敦 $5,000 – 64MS/32WS/32MD/32WD/32XD            | 特尔玛·桑托斯 22–20, 21–17                                     | 劳拉·萨罗西                                    |
| 12月3日-6日   | 南非羽毛球國際賽 南非開普敦 $5,000 – 64MS/32WS/32MD/32WD/32XD            | 瓦坦内贾德·苏罗什·伊斯坎达里 法尔津·坎加尼 17–21, 21–16, 21–18 | 安德里斯·马兰 威廉·维尔容                      |
| 12月3日-6日   | 南非羽毛球國際賽 南非開普敦 $5,000 – 64MS/32WS/32MD/32WD/32XD            | 杰姆雷·费拉 埃布鲁·亚兹甘 21–16, 21–15                         | 斯特西·杜贝尔 Jade Kraemer                     |
| 12月3日-6日   | 南非羽毛球國際賽 南非開普敦 $5,000 – 64MS/32WS/32MD/32WD/32XD            | 安德里斯·马兰 珍妮弗·弗莱 12–21, 21–19, 21–18                  | 阿卜杜勒拉赫曼·克什卡尔 哈迪亚·胡斯尼          |
| 12月8日-11日  | 義大利羽毛球國際賽 義大利米蘭 $15,000 – 32MS/32WS/32MD/32WD/32XD         | 布里斯·利弗德斯 21-17, 14-21, 26-24                            | 馬克·茨維布勒                                  |
| 12月8日-11日  | 義大利羽毛球國際賽 義大利米蘭 $15,000 – 32MS/32WS/32MD/32WD/32XD         | 纳塔利娅·科克·罗泽 21-18, 16-21, 21-15                         | 奧爾佳·科農                                    |
| 12月8日-11日  | 義大利羽毛球國際賽 義大利米蘭 $15,000 – 32MS/32WS/32MD/32WD/32XD         | 卡斯珀·安東森 尼克拉斯·諾爾 24-22, 21-14                       | 馬蒂亞斯·克里斯蒂安森 大衛·道嘉德              |
| 12月8日-11日  | 義大利羽毛球國際賽 義大利米蘭 $15,000 – 32MS/32WS/32MD/32WD/32XD         | 加夫列拉·斯托伊娃 斯蒂法尼·斯托伊娃 21-19, 18-21, 13-6 Retired | 塞特亞納·瑪帕薩 格羅婭·薩莫維爾                |
| 12月8日-11日  | 義大利羽毛球國際賽 義大利米蘭 $15,000 – 32MS/32WS/32MD/32WD/32XD         | 尼克拉斯·諾爾 薩拉·蒂格森 21-10, 17-21, 21-19                  | 馬修·諾丁漢 艾米莉·韋斯特伍德                  |
| 12月9日-13日  | 印度羽毛球國際挑戰賽 印度孟買 $15,000 – 32MS/32WS/32MD/32WD/32XD         | 薩米爾·維爾馬 21–11, 21–18                                     | 沙魯巴·維爾馬                                  |
| 12月9日-13日  | 印度羽毛球國際挑戰賽 印度孟買 $15,000 – 32MS/32WS/32MD/32WD/32XD         | 蓬帕威·磋楚翁 16–21, 21–11, 21–15                              | 鄭清憶                                         |
| 12月9日-13日  | 印度羽毛球國際挑戰賽 印度孟買 $15,000 – 32MS/32WS/32MD/32WD/32XD         | 萬納瓦·安布蘇萬 提恩·伊斯里亞內特 21–14, 21–9                  | 普拉納·傑里·喬普拉 艾謝·迪瓦卡                 |
| 12月9日-13日  | 印度羽毛球國際挑戰賽 印度孟買 $15,000 – 32MS/32WS/32MD/32WD/32XD         | 查亚倪·查拉查兰 帕泰瑪斯·門翁 21-11, 15-21, 21-13              | 斯基·雷迪 瑪內沙·庫卡帕利                      |
| 12月9日-13日  | 印度羽毛球國際挑戰賽 印度孟買 $15,000 – 32MS/32WS/32MD/32WD/32XD         | 萨维克赛拉吉·兰基雷迪 瑪內沙·庫卡帕利 21–13, 21–16             | 阿倫·維什奴 阿帕娜·巴蘭                        |
| 12月10日-13日 | 博茨瓦納羽毛球國際賽 波札那嘉柏隆里 $5,000 – 32MS/32WS/16MD/8WD/8XD      | 舒之顥 21-14, 21-11                                            | 罗萨里奥·马达洛尼                              |
| 12月10日-13日 | 博茨瓦納羽毛球國際賽 波札那嘉柏隆里 $5,000 – 32MS/32WS/16MD/8WD/8XD      | 劳拉·萨罗西 21-10, 21–14                                       | 凯特·甫·库内                                   |
| 12月10日-13日 | 博茨瓦納羽毛球國際賽 波札那嘉柏隆里 $5,000 – 32MS/32WS/16MD/8WD/8XD      | 安德里斯·马兰 威廉·维尔容 21–11, 21–8                          | 穆罕默德·阿卜杜勒拉希姆·贝拉尔比 阿德尔·哈梅克 |
| 12月10日-13日 | 博茨瓦納羽毛球國際賽 波札那嘉柏隆里 $5,000 – 32MS/32WS/16MD/8WD/8XD      | 格雷斯·加布里埃尔 奥加尔·西埃姆潘杰拉 21–11, 21–17             | 伊丽莎白·切佩莱米 恩甘威·美扬博                |
| 12月10日-13日 | 博茨瓦納羽毛球國際賽 波札那嘉柏隆里 $5,000 – 32MS/32WS/16MD/8WD/8XD      | 阿卜杜勒拉赫曼·克什卡尔 哈迪亚·胡斯尼 22-20, 21–14             | 朱马·穆沃沃 奥加尔·西埃姆潘杰拉                |
| 12月17日-20日 | 土耳其梅爾辛羽毛球國際賽 土耳其梅爾辛 $15,000 – 32MS/32WS/32MD/32WD/32XD | 馬克·茨維布勒 21-8, 15-21, 21-7                                | 赫謝爾·丹尼                                    |
| 12月17日-20日 | 土耳其梅爾辛羽毛球國際賽 土耳其梅爾辛 $15,000 – 32MS/32WS/32MD/32WD/32XD | 卡琳·施納澤 21-17, 21-5                                        | 卡蒂·托爾莫夫                                  |
| 12月17日-20日 | 土耳其梅爾辛羽毛球國際賽 土耳其梅爾辛 $15,000 – 32MS/32WS/32MD/32WD/32XD | 卡斯珀·安東森 尼克拉斯·諾爾 21–16, 21–15                       | 亞當·克瓦林納 普熱梅斯瓦夫·瓦查                |
| 12月17日-20日 | 土耳其梅爾辛羽毛球國際賽 土耳其梅爾辛 $15,000 – 32MS/32WS/32MD/32WD/32XD | 加夫列拉·斯托伊娃 斯蒂法尼·斯托伊娃 21–19, 21–12               | 奧茲格·巴伊拉克 內斯里漢·伊吉特                |
| 12月17日-20日 | 土耳其梅爾辛羽毛球國際賽 土耳其梅爾辛 $15,000 – 32MS/32WS/32MD/32WD/32XD | 羅伯特·馬特斯亞克 娜蒂斯達·希爾巴 21–12, 21–13                 | 曹善凱 格羅婭·薩莫維爾                         |